# Enseignes lumineuses à Stockholm

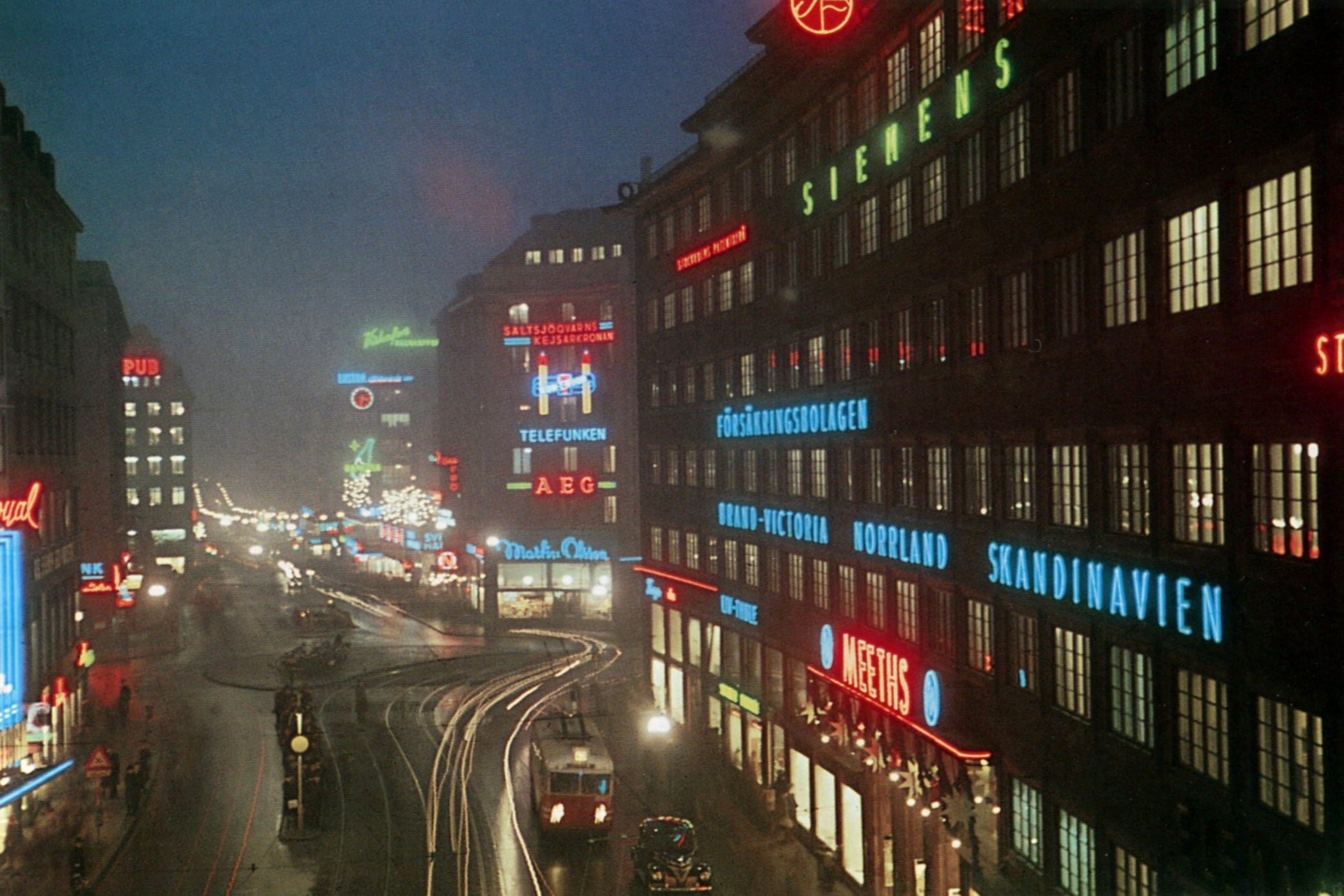
La rue Kungsgatan et son intersection avec la rue Sveavägen. On aperçoit à gauche le cinéma Royal, aujourd'hui disparu.

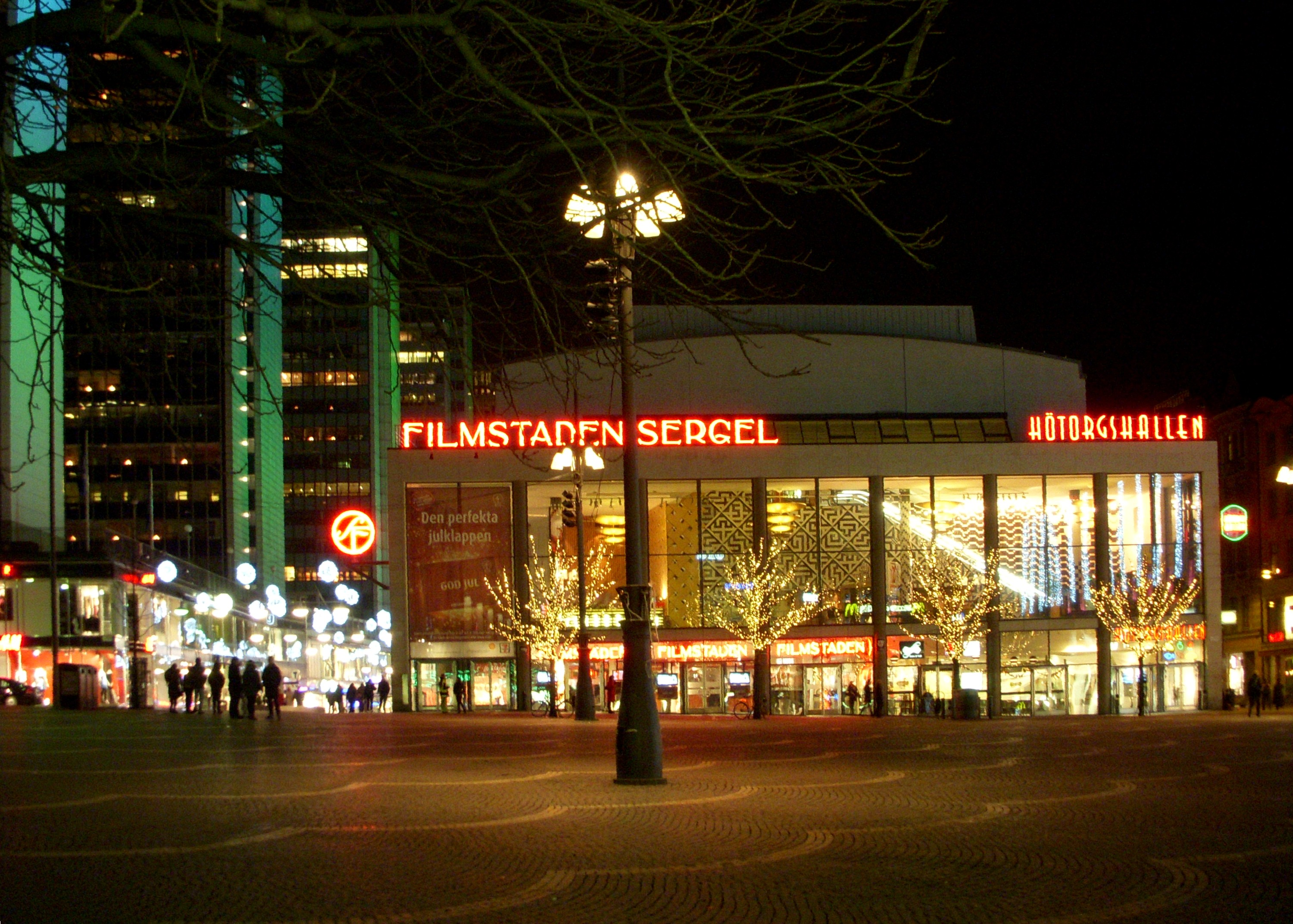
La place Hötorget en 2008. Le cinéma Filmstaden Sergel, avec sur la gauche quatre des cinq hötorgsskraporna.

Les enseignes lumineuses font à Stockholm autant partie du paysage urbain que l'architecture. Des panneaux publicitaires éclairés électriquement, ou des textes formés de lampes à incandescences, commencent à apparaitre au début du XXe siècle. L'une des premières enseignes lumineuses, constituée de 1 361 ampoules de 25 watts, et qui vante les mérites du dentifrice Stomatol, est érigée en 1909 au sommet de l'ancien ascenseur Katarina dans le quartier de Slussen. Il s'agit aujourd'hui (2012) de la plus vieille enseigne lumineuse animée au monde.
C'est la lumière rouge des premiers tubes luminescents qui constitue l'étape suivante dans l'évolution des publicités lumineuses. La toute première enseigne en néon de Suède est une réclame pour le quotidien Dagens Nyheter, inaugurée en décembre 1924 dans la devanture du bureau des dépêches du journal, place Stureplan. Suivent ensuite le grand magasin Nordiska Kompaniet, les salles de cinéma, et de nombreuses autres marques, en particulier le long de la rue Hamngatan et autour des places Norrmalmstorg et Stureplan. 
L'exposition de Stockholm de 1930 marque en Suède l'avènement non seulement de l'architecture fonctionnaliste, mais aussi celui de l'enseigne en néon. Les enseignes lumineuses deviennent parties intégrantes de l'architecture, comme pour la maison Esselte sur le parvis de la gare centrale, qui accueille les voyageurs dans un festival de lumière. 
Les années 1950 et 1960 voient se multiplier les enseignes publicitaires lumineuses sur les façades de la capitale, mais on assiste ensuite à un ralentissement brutal. L'opinion publique devenant de plus en plus critique face à la publicité, de nombreuses enseignes sont démontées ou tombent en ruine.
Ces dernières années, les enseignes lumineuses de belles factures ont pourtant connu un retour en grâce, et nombre d'enseignes à caractère historique ont pu être sauvées de la disparition, à la suite de mouvements de protestation populaires. Depuis 1998, le titre d'enseigne de l'année est décerné tous les ans dans le but de stimuler fabricants et designers, et d'augmenter ainsi la qualité de la production.
Il n'est pas possible aujourd'hui de protéger une enseigne publicitaire comme peut l'être un monument, un état de fait que l'adjointe au maire chargée de l'immobilier Kristina Alvendal souhaite voir modifié. Comme l'affirme l'ancien architecte en titre de la ville de Stockholm Per Kallstenius : « l'enseigne lumineuse fait désormais partie de notre patrimoine ».

## Histoire
Les enseignes lumineuses de Stockholm sont intimement liées au développement et à la généralisation de l'électricité dans la capitale suédoise. La lumière électrique ne ressemble à aucune des sources lumineuses précédentes. Elle ne fume pas, n'a pas d'odeur et ne présente pas de risque d'incendie. 
La première station électrique de Stockholm est la station de Brunkeberg, située au numéro 38 de la rue Regeringsgatan, qui est inaugurée le 13 septembre 1892. Lorsqu'elle entre en service, elle fournit du courant continu de 2 × 110 volts pour l'alimentation de 1 024 ampoules à incandescence dans le quartier de Norrmalm-Sud. Le réseau de distribution, et le parc de générateurs, se développent rapidement, et lorsque démarre l'exposition de Stockholm en 1897, la commune est déjà équipée de 50 000 ampoules, 1 100 lampes à arc et 85 moteurs électriques, alimentés par du courant de production publique ou privée – on compte aussi 643 compteurs électriques, pour mesurer la consommation.
L'électricité fait l'objet d'une importante campagne promotionnelle. Lors de l'exposition de 1909 à Djurgården, elle est, avec ses multiples utilisations, omniprésente dans les stands. La lumière électrique doit être franche et éclatante. Sur le toit du grand restaurant, l'architecte Ferdinand Boberg met en place un dispositif composé de centaines d'ampoules, qui suscite l'émerveillement. L'électricité est présentée comme une source d'énergie propre, même si elle est produite par des centrales au charbon.

## Ampoules à incandescence

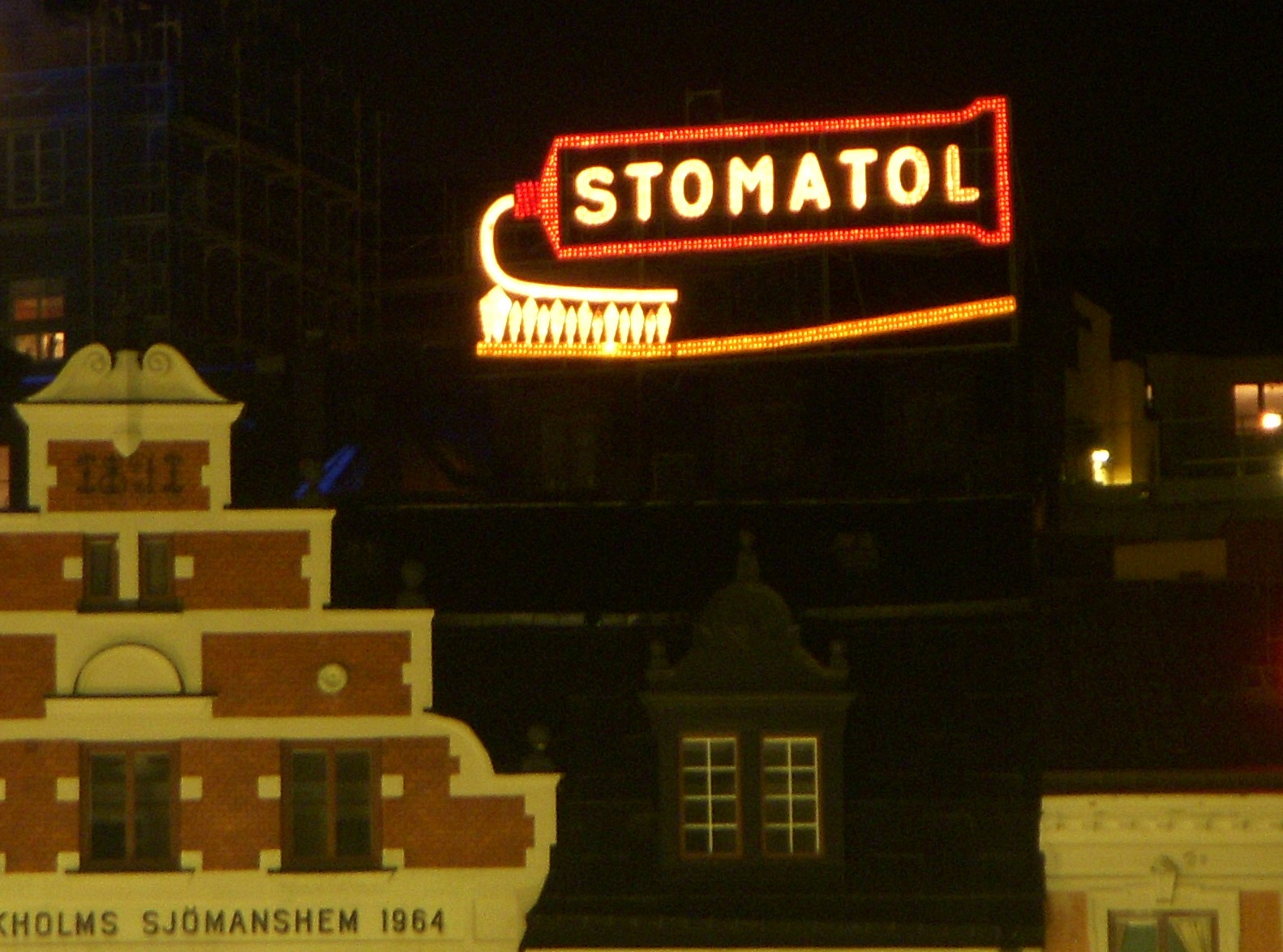
L'enseigne lumineuse Stomatol, en 2009.

Rapidement, les publicitaires trouvent des applications à la lumière électrique, et des panneaux éclairés ou lumineux font leur apparition dans les lieux les plus fréquentés de la capitale suédoise. La première enseigne publicitaire lumineuse vante les mérites de la piscine de Kungsholm. Avant l'avènement du néon au début des années 1920, des ampoules multicolores sont utilisées comme source lumineuse, soit à l'intérieur de panneaux recouverts de verre coloré, soit directement, pour la formation de textes, dessins et figures. Les ampoules à incandescence permettent aussi de créer des animations.
La première publicité lumineuse animée de Stockholm et de Suède est l'enseigne lumineuse Stomatol, qui est inaugurée en 1909 au sommet de l'ancien ascenseur Katarina. Elle est composée de 1 361 ampoules de 25 watts de couleurs différentes, qui dessinent un tube de dentifrice, tandis qu'une animation représente la pâte dentifrice qui se pose sur une brosse à dents. Après avoir été déplacée, éteinte, rénovée et de nouveau éteinte, l'enseigne est une nouvelle fois réparée, et fête en 2009 son centenaire. Il s'agit alors du plus ancien panneau publicitaire lumineux au monde toujours en exploitation.
Dans les années 1930, les ampoules à incandescence disparaissent des panneaux publicitaires, en raison de l'avènement du néon, qui permet la création d'écritures plus complexes, tout en consommant seulement une fraction de l'électricité. Les ampoules connaissent un certain renouveau au début des années 1950, quoique le plus souvent en combinaison avec des tubes néon.

## Enseignes en néon

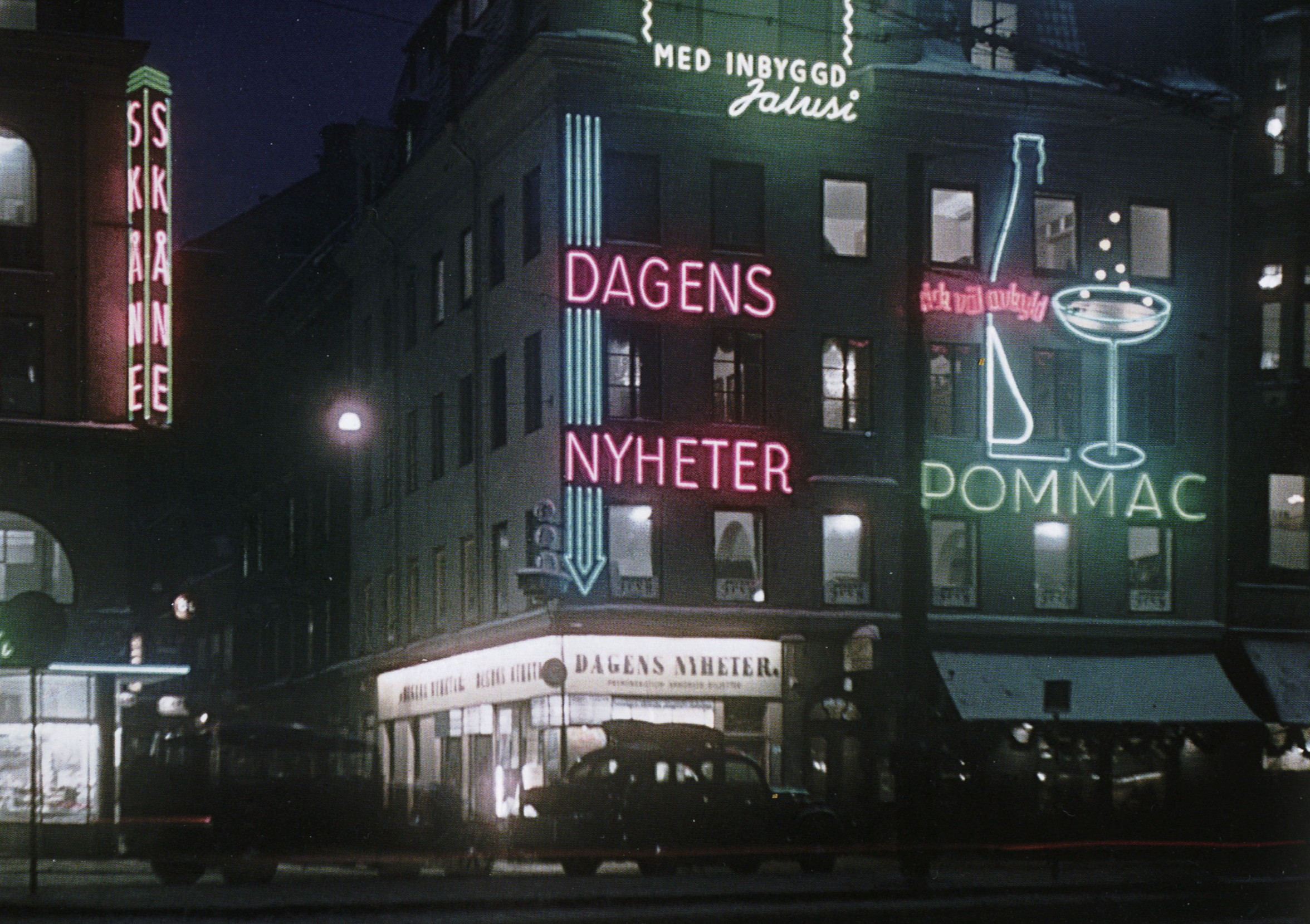
Le bureau des dépêches du quotidien Dagens Nyheter en 1943, avec juste à côté l'enseigne Pommac.

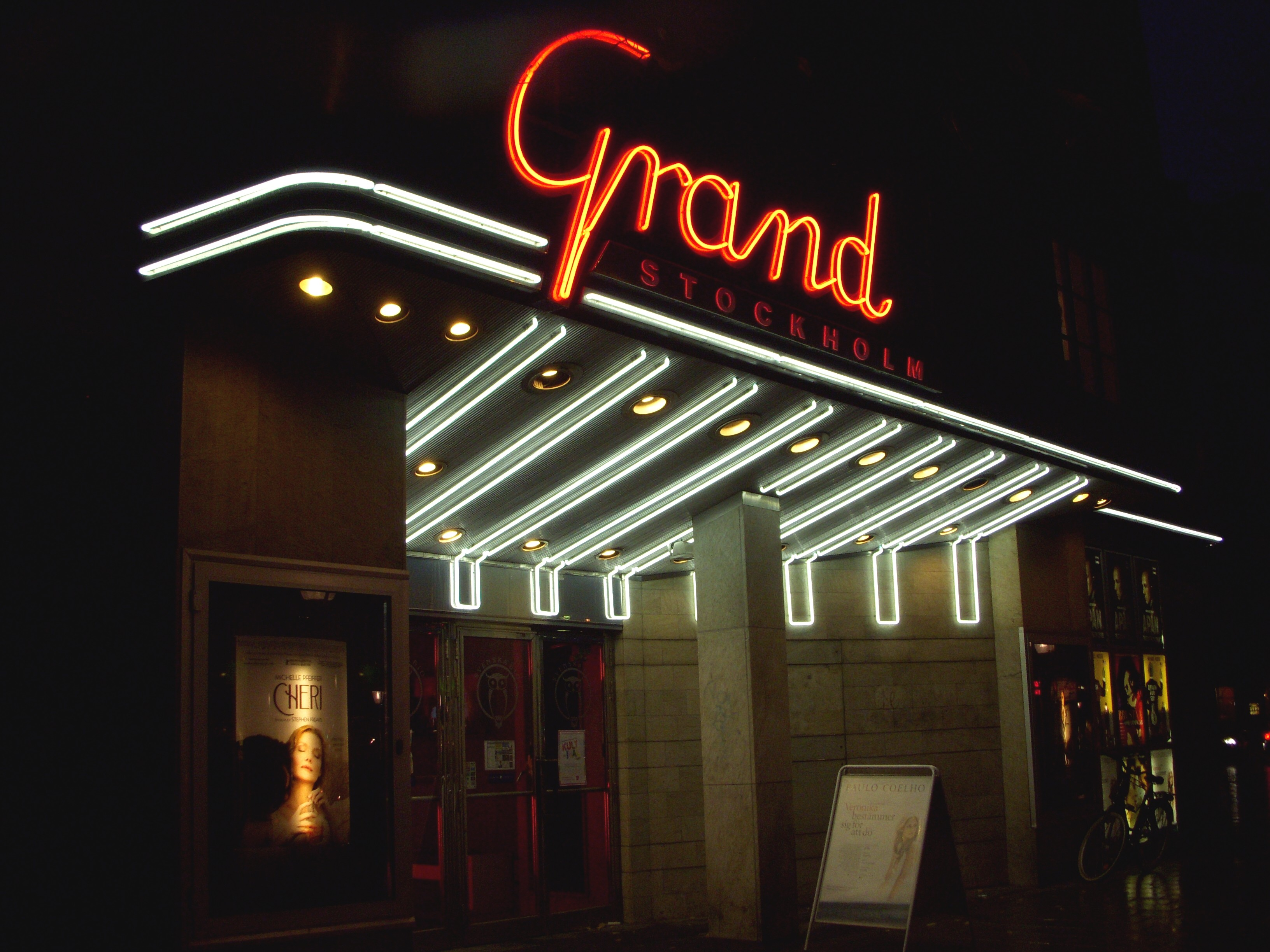
Le cinéma Grand en 2009.

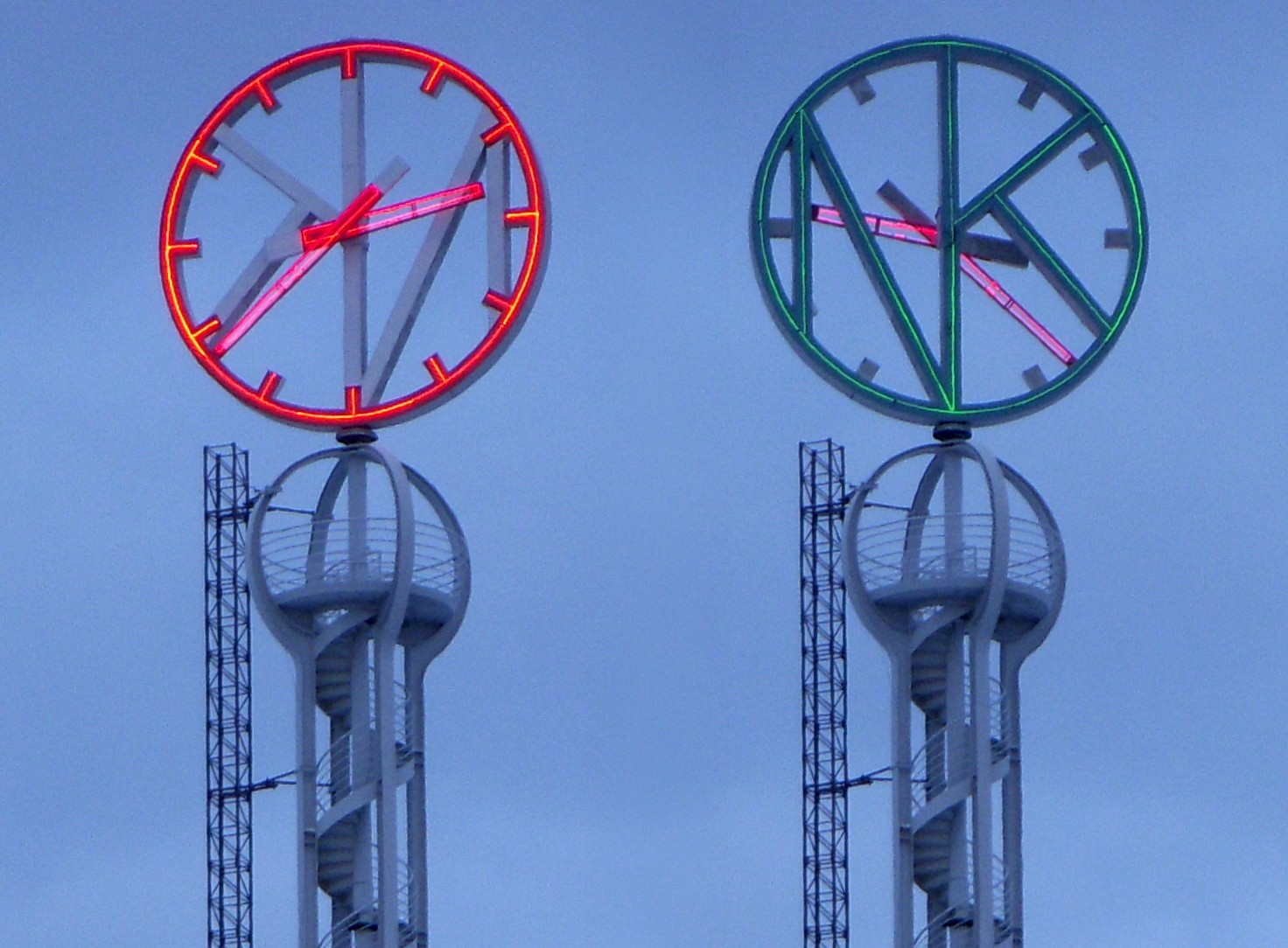
L'horloge du grand magasin NK (verso/recto) en 2010.

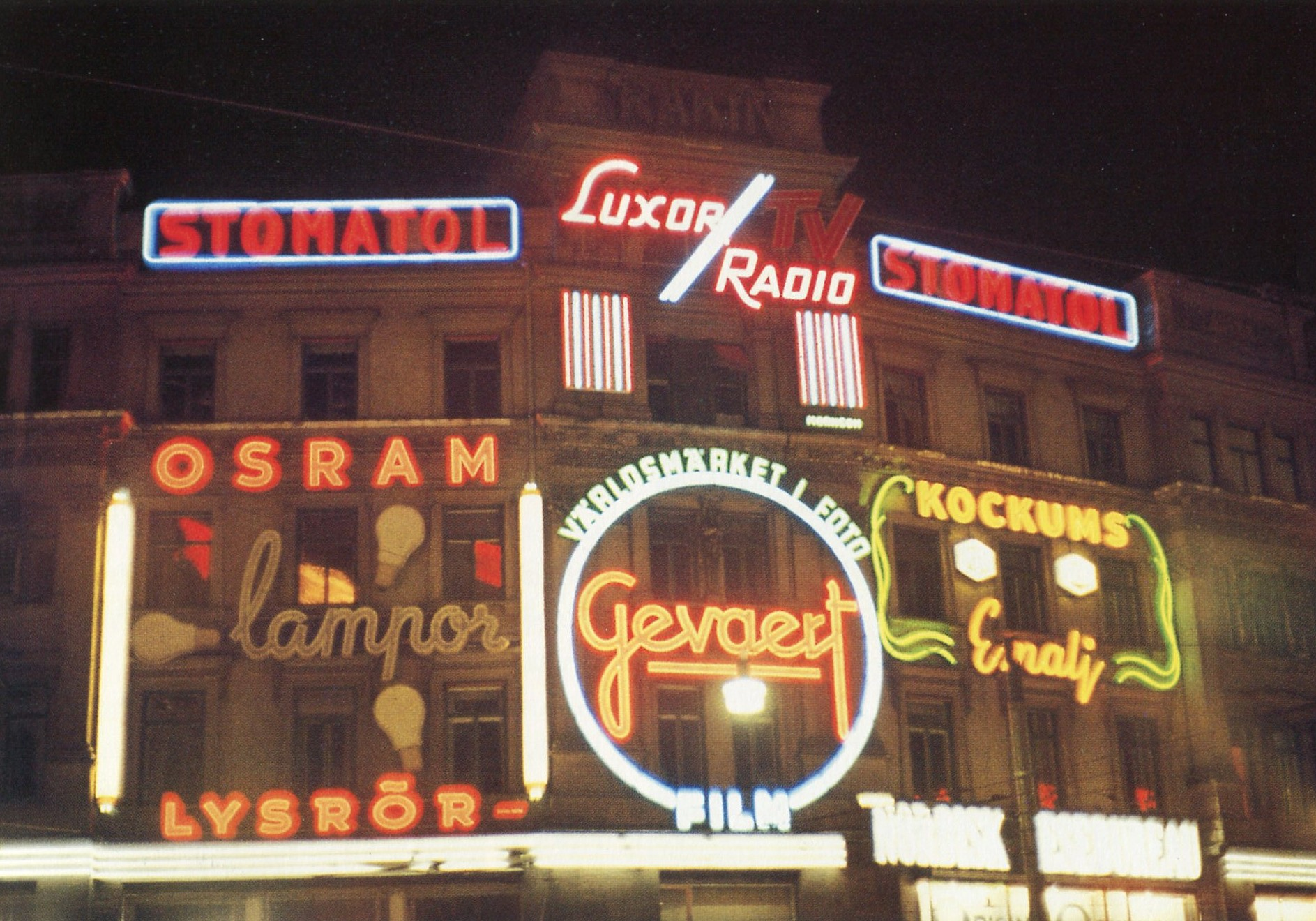
L'enseigne Osram et l'enseigne Agfa-Gevaert en 1960.

L'utilisation du tube luminescent à des fins publicitaires se développe en France vers 1910. La première enseigne en néon est vendue en 1912 à un coiffeur parisien, et deux ans plus tard, ce sont les apéritifs Cinzano qui lui donnent la réplique. En 1919, le premier tube néon fait son apparition sur la façade de l'opéra Garnier. Aux États-Unis, la marque automobile Packard se lance en 1923, et quatre ans plus tard, en 1927, New York compte déjà 750 enseignes en néon. 
En Suède, la première enseigne de ce type incite à s'abonner au quotidien Dagens Nyheter. Elle est inaugurée dans la devanture du bureau des dépêches du journal, situé place Stureplan à Stockholm. De couleur rouge, le texte exhorte « abonnez-vous pour 1925 » (suédois : « prenumerera för 1925 »). Le quotidien se montre particulièrement enthousiaste au sujet de son enseigne, écrivant entre autres « ...avec son intense couleur rouge, elle crée la sensation et domine largement la place Stureplan en soirée... ». 
Le grand magasin Nordiska Kompaniet (NK) fait aussi figure de précurseur. Juste avant la Noël 1924, il inaugure la première enseigne en néon en plein air de Suède. Positionnée sur la façade du bâtiment donnant sur la rue Hamngatan, elle est de couleur rouge vif. On raconte que les pompiers reçoivent des appels de détresse lorsque la lumière se reflète sur les façades alentour. L'enseigne se voit depuis l'autre extrémité du parc Kungsträdgården, et depuis la place Norrmalmstorg.
Les cinémas de la capitale comprennent vite le potentiel publicitaire de la lumière claire et intense des néons. L'un des premiers à mettre en place une enseigne de ce type est le Sture-Teatern de la rue Birger Jarlsgatan. Le cinéma Grand est ensuite le premier à installer un tube néon à l'abri de son baldaquin. Le cinéma arborant la plus belle enseigne luminescente est toutefois probablement le Draken, situé dans le quartier de Kungsholmen. L'enseigne, dessinée par l'artiste Ragnar Person et fabriquée par Ruben Morne, est inaugurée le 27 septembre 1938.
À l'origine, toutes les enseignes en néon sont rouges-orangées, mais à partir de la fin des années 1920, on voit apparaitre sur le marché des tubes néon de couleur verte. Au milieu des années 1930, de nouvelles innovations permettent la création de tubes luminescents de toutes les couleurs.
Les emplacements les plus fréquentés, tels que la place Stureplan, la rue Kungsgatan, la place Norrmalmstorg et le carrefour Sveavägen/Kungsgatan, sont pendant les années 1940, 1950 et 1960 des cibles de choix pour l'installation d'enseignes lumineuses. Les immeubles situés à l'angle des rues Sveavägen et Kungsgatan arborent du reste encore aujourd'hui (2012) des enseignes lumineuses sur leurs façades. Un immeuble du fond de la place Stureplan attire particulièrement les convoitises. Il s'agit du palais de Bång qui, de par sa position, est visible depuis toute la place Stureplan, une partie de la rue Birger Jarlsgatan et toute la rue Kungsgatan.
La place Stureplan devient l'emplacement publicitaire le plus cher de Suède. Le propriétaire d'un bien immobilier muni de quatre à cinq enseignes en façade peut y espérer un revenu annuel de 50 000 couronnes dans les années 1950. Les immeubles y sont ainsi littéralement tapissés d'enseignes publicitaires lumineuses. S'y bousculent entre autres les marques Gevaert, Lipton, Marabou, Osram et Pommac. Stomatol, Luxor et Kockums sont aussi représentés dans ce lieu privilégié. Aujourd'hui (2012), il n'y a plus aucune publicité sur la façade du palais de Bång, seules sont présentes les enseignes des boutiques du rez-de-chaussée.
Cela peut sembler surprenant, mais les enseignes lumineuses de Stockholm restent parfois allumées en pleine nuit, y compris pendant la Seconde Guerre mondiale, tandis que les autres grandes villes européennes s'éteignent et baissent leurs rideaux pour rendre plus difficile, lors des raids aériens, l'orientation des bombardiers. Si les enseignes lumineuses et l'éclairage des devantures sont parfois proscrits à Stockholm, ce n'est pas par peur des bombardements, mais pour inciter les habitants à économiser l'électricité. De nombreuses voix s'élèvent contre ces restrictions, souhaitant plutôt « mettre toute la sauce » pour rendre les années de conflit moins pénibles.

## Enseignes animées

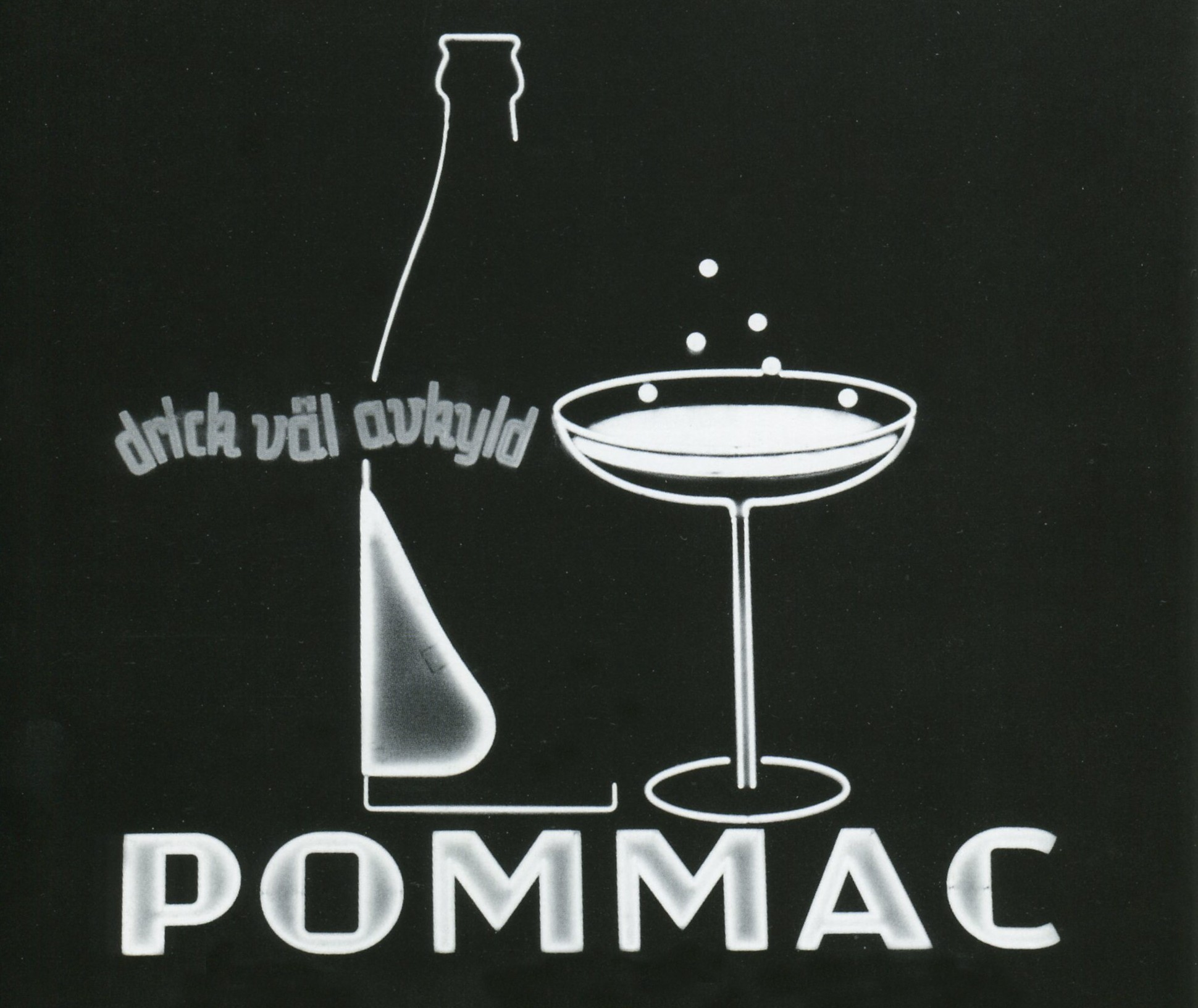
L'enseigne Pommac à la fin des années 1930.

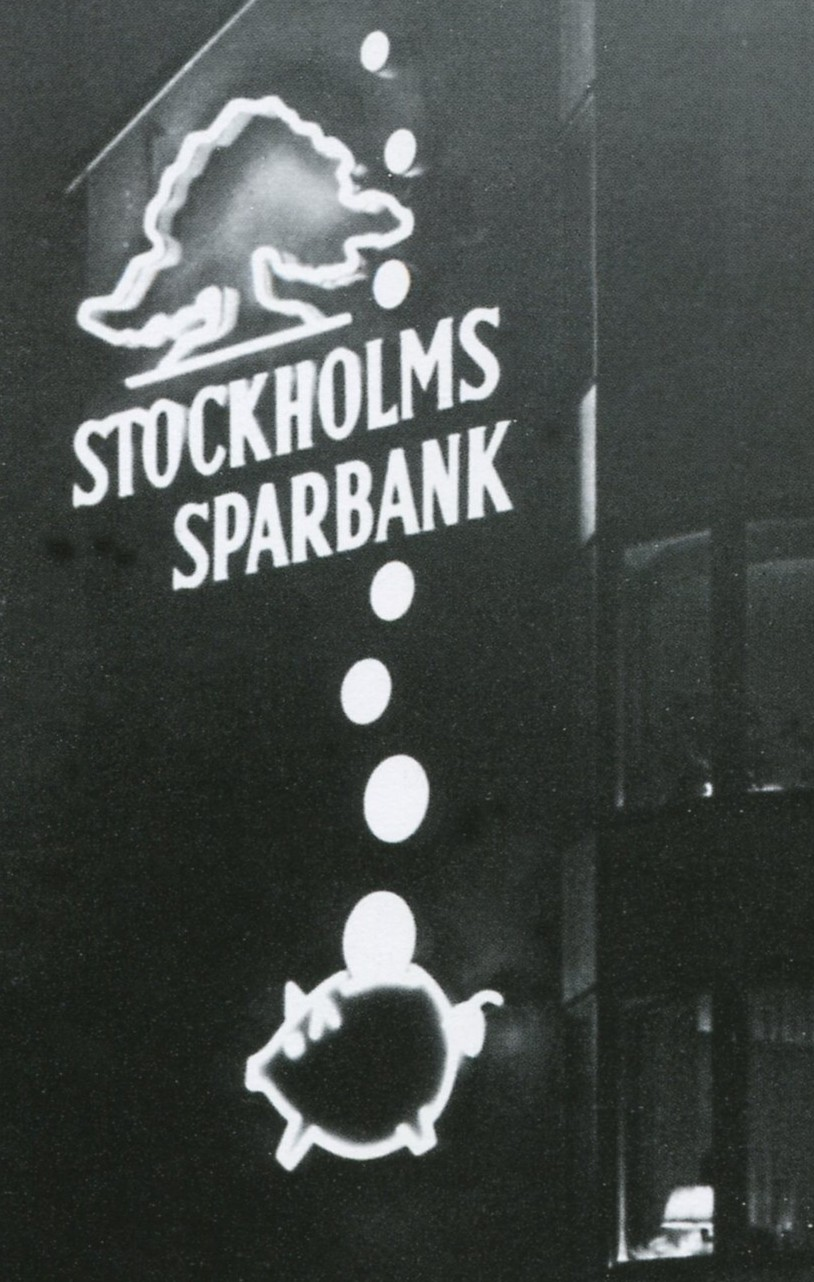
La tirelire de la caisse d'épargne de Stockholm en 1952.

Dès les années 1930, alors que les enseignes en néon se multiplient dans les rues de Stockholm, les publicitaires recherchent des moyens de se distinguer de la masse. Une option est de combiner enseigne publicitaire et horloge. L'une des premières enseignes de ce type est probablement l'enseigne en néon du quotidien Stockholms-Tidningen, haute de deux mètres, située sur un immeuble du quartier de Slussen. 
Un autre concept populaire est de réunir une enseigne publicitaire et un thermomètre. Dans ce créneau, le thermomètre géant du quotidien Aftonbladet crée la sensation au coin sud du City-palace, un peu avant la Noël 1943. Haut de 14 mètres, il est à la pointe de la technologie de l'époque. Une boîte placée sur le toit de l'immeuble renferme plus de 80 thermomètres à mercure, reliés chacun à un interrupteur. Lorsque la colonne de mercure d'un thermomètre atteint un certain niveau, le tube néon associé est automatiquement allumé de façon à représenter la température par une série de traits et des chiffres sur le thermomètre géant de la façade. Tout en haut de l'enseigne figure le slogan « Tenez-vous informés avec Aftonbladet ».
La SALK-hallen, une salle de tennis située à Alvik dans la proche banlieue ouest de Stockholm, arbore quant à elle à la fois une horloge et un thermomètre. L'horloge, dont les chiffres sont en forme de balles de tennis, et le thermomètre circulaire, sont visibles depuis le pont de Traneberg. Tous deux sont encore présents aujourd'hui sur le toit du bâtiment, qui a pourtant été totalement détruit par un incendie en 1993.
Concevoir un panneau lumineux avec une animation, ou encore rendre le panneau lui-même mobile, ajoute une dimension supplémentaire à la publicité. La première enseigne lumineuse animée, constituée d'ampoules à incandescence, est l'enseigne lumineuse Stomatol en 1909 (voir plus haut). L'horloge pivotante du grand magasin NK est un exemple d'enseigne en néon mobile. Affichant d'un côté le logo du magasin en couleur verte, et de l'autre une horloge de couleur rouge, il s'agit, avec son diamètre de sept mètres, de la plus grande enseigne rotative d'Europe au moment de son inauguration. Elle est conçue et réalisée en 1939 par la firme Ingenjörsfirman Teknik, une filiale d'ASEA, en collaboration avec l'ingénieur Ruben Morne. À l'origine positionnée au sommet de la tour du téléphone près de la place Brunkebergstorg, elle est démontée en 1953, avant de rejoindre en 1964 son emplacement actuel sur le toit du grand magasin NK lui-même.
Édifiée à la fin des années 1930 sur un immeuble situé à l'angle des rues Biblioteksgatan et Lästmakargatan, l'enseigne Pommac est une publicité animée pour une célèbre boisson gazeuse suédoise. Le verre duquel s'échappent des bulles qui montent vers le ciel devient vite très populaire. Selon certaines sources, une enseigne similaire aurait trouvé place près de la place Norrmalmstorg.
Sur un immeuble de la place Gullmarsplan figure une publicité particulièrement appréciée du public : la tirelire de la caisse d'épargne, qui incite le passant à ouvrir un compte auprès de la caisse d'épargne de la ville de Stockholm. À droite du logo de la banque (un chêne), sept pièces de monnaie descendent progressivement vers la tirelire (un petit cochon), en s'allumant l'une après l'autre grâce à un automate. Cette enseigne, dessinée en 1952 par Erik Lindström pour la société Morneon, est démontée au début des années 2000. Les pièces de monnaie de la caisse d'épargne rappellent beaucoup une enseigne créée en 1955 pour les tablettes Tulo, qui est quant à elle toujours en exploitation. Ce sont cette fois-ci neuf tablettes pour la gorge qui dégringolent le long de la façade de l'ancienne fabrique de chocolat Thule, située à proximité du pont Saint-Éric, dans le quartier de Kungsholmen. Lorsque l'enseigne tombe en panne au début des années 1990, le nouveau propriétaire des lieux, Cloetta, décide dans un premier temps de ne pas la réparer, mais doit bientôt faire marche arrière devant les protestations de la presse et du public.
L'enseigne Dagens Nyheter est un autre exemple de publicité mobile, présente depuis 1964 au sommet de l'un des plus hauts immeubles de Stockholm, le DN-skrapan. Cette enseigne est unique pour plusieurs raisons. Elle est totalement intégrée à la façade, et fait donc partie intégrante de l'architecture du bâtiment. Tout comme l'immeuble lui-même, elle a été dessinée par l'architecte Paul Hedqvist. C'est aussi l'une des rares enseignes à double mécanisme, car elle est présente à la fois sur la façade est et sur la façade ouest du bâtiment. Située au sommet de l'immeuble à une hauteur d'environ 80 mètres (90 mètres au-dessus du niveau de la mer), elle est visible depuis une grande partie de Stockholm de jour comme de nuit, et est ainsi devenu un élément bien connu du paysage urbain de la capitale suédoise.
- Le dentifrice Stomatol.
- L'horloge du grand magasin NK.
- Les tablettes pour la gorge Tulo.
- L'enseigne Dagens Nyheter.

## Enseignes lumineuses et architecture

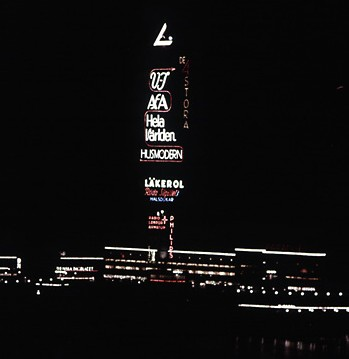
Le mat géant de l'exposition de Stockholm de 1930. Photo: Gustaf W. Cronquist.

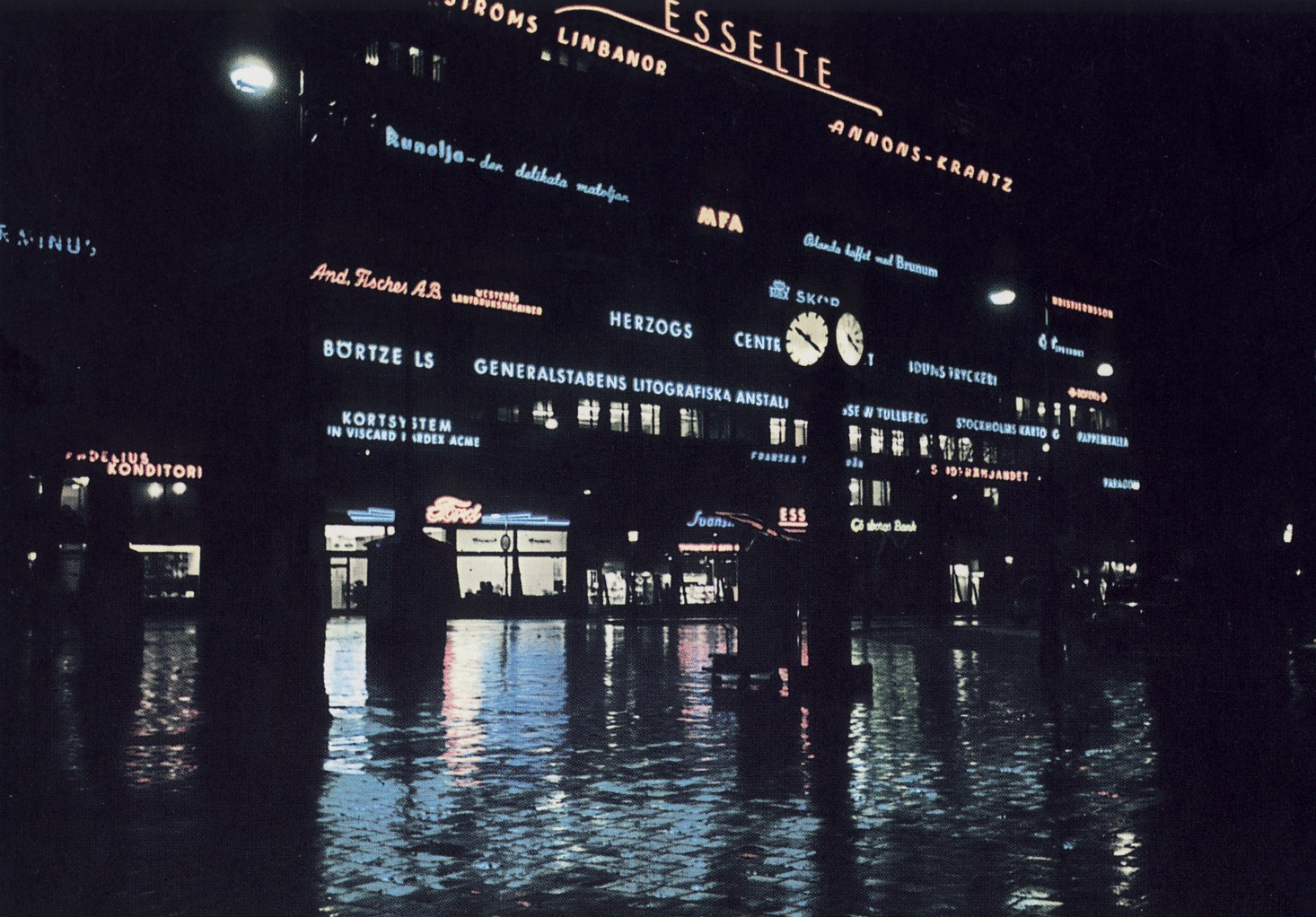
La maison Esselte dans les années 1940.

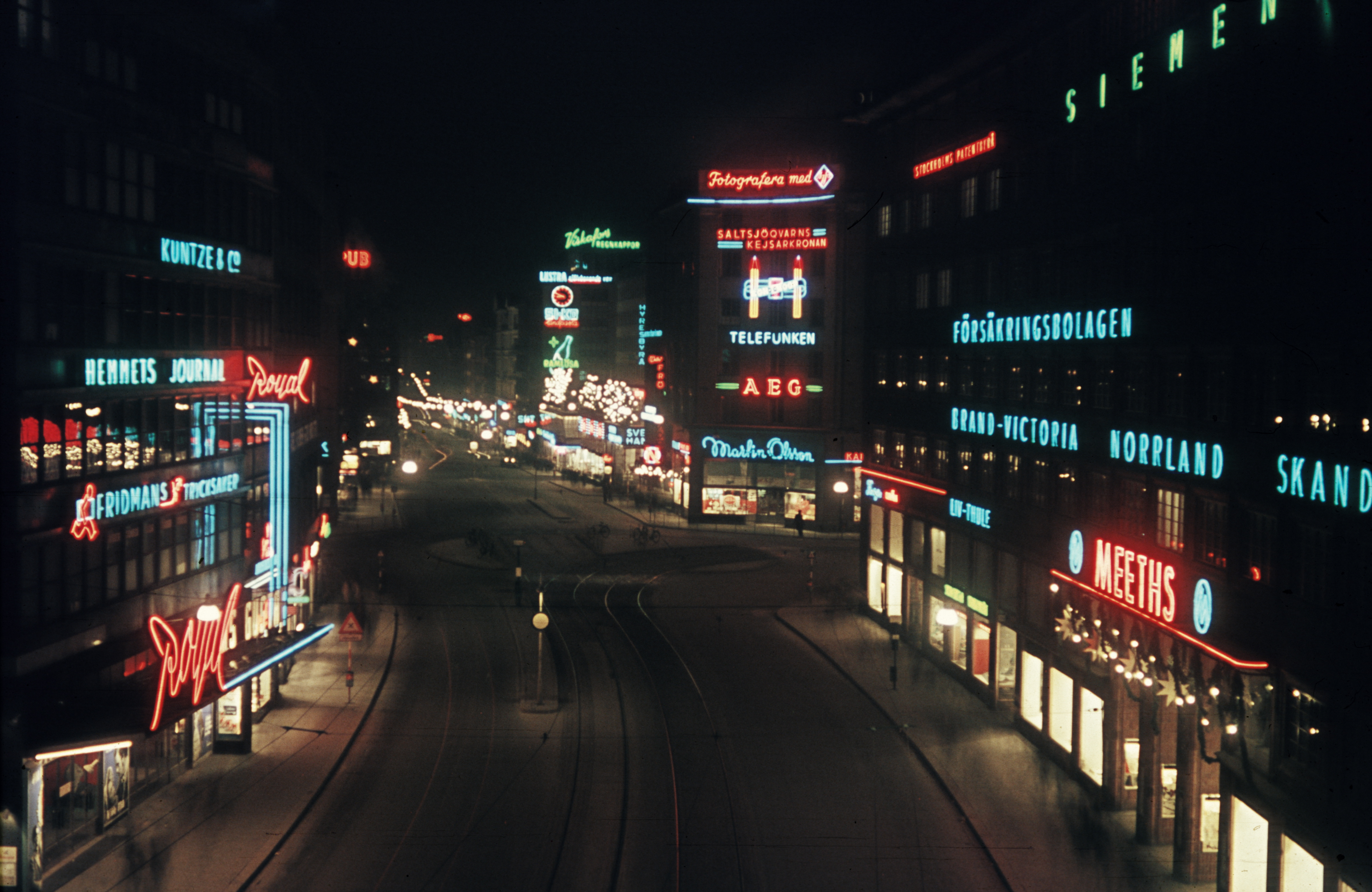
La rue Kungsgatan le 29 décembre 1944.

Vers la fin des années 1920, l'électricité commence à être prise en compte dans la conception architecturale des immeubles, non seulement à l'intérieur mais aussi à l'extérieur, pour l'éclairage public et les enseignes publicitaires. L'éclairage externe devient un élément clé de la conception des bâtiments. Les architectes doivent entre autres libérer des emplacements en façade, pour qu'il soit possible d'installer des enseignes sans obstruer les fenêtres. Des raccordements électriques doivent également être positionnés à l'extérieur, de façon à éviter d'ajouter a posteriori de longs câbles disgracieux. Ces idées proviennent de Paris, New York mais surtout de la rue Friedrichstraße à Berlin.
L'exposition de Stockholm de 1930 ne marque pas seulement l'avènement de l'architecture fonctionnaliste, elle signe aussi la percée spectaculaire de l'enseigne en néon. L'éclairage nocturne est l'un des produits vedette de la manifestation, dont l'architecte est le fonctionnaliste Gunnar Asplund. Le mât géant, imaginé par Sigurd Lewerentz, crée la sensation. Haut de 80 mètres, il arbore à son sommet le symbole de l'exposition, une aile formée d'ampoules rouges et jaunes. Plus bas se succèdent diverses enseignes en néon, représentant des marques de journaux, d'articles ménagers, de vêtements et ou encore de boissons.
L'exposition de Stockholm de 1930 conduit à une forte progression des ventes pour les fabricants de tubes luminescents, et à une demande pour des couleurs autres que le rouge, le vert et le bleu. Le néon est adopté par les architectes fonctionnalistes comme mode d'expression. C'est ainsi qu'on trouve un foisonnement d'enseignes lumineuses sur les façades de la maison Esselte et du City-palace, deux immeubles du centre de Stockholm signés de l'architecte moderniste Ivar Tengbom. 
À l'angle des rues Kungsgatan et Sveavägen, les façades de la maison Centrum (inaugurée en 1931), comme du reste celles du bâtiment situé de l'autre côté de la rue Sveavägen, ont de tout temps été recouvertes d'un grand nombre de réclames lumineuses. C'est encore le cas aujourd'hui pour ce qui est de la partie concave du bâtiment, qui donne sur le carrefour, tandis que la  façade qui longe la rue Kungsgatan est désormais dépourvue de tout affichage. Seul subsiste le logo rouge de la Svensk Filmindustri.

## Critique et acceptation

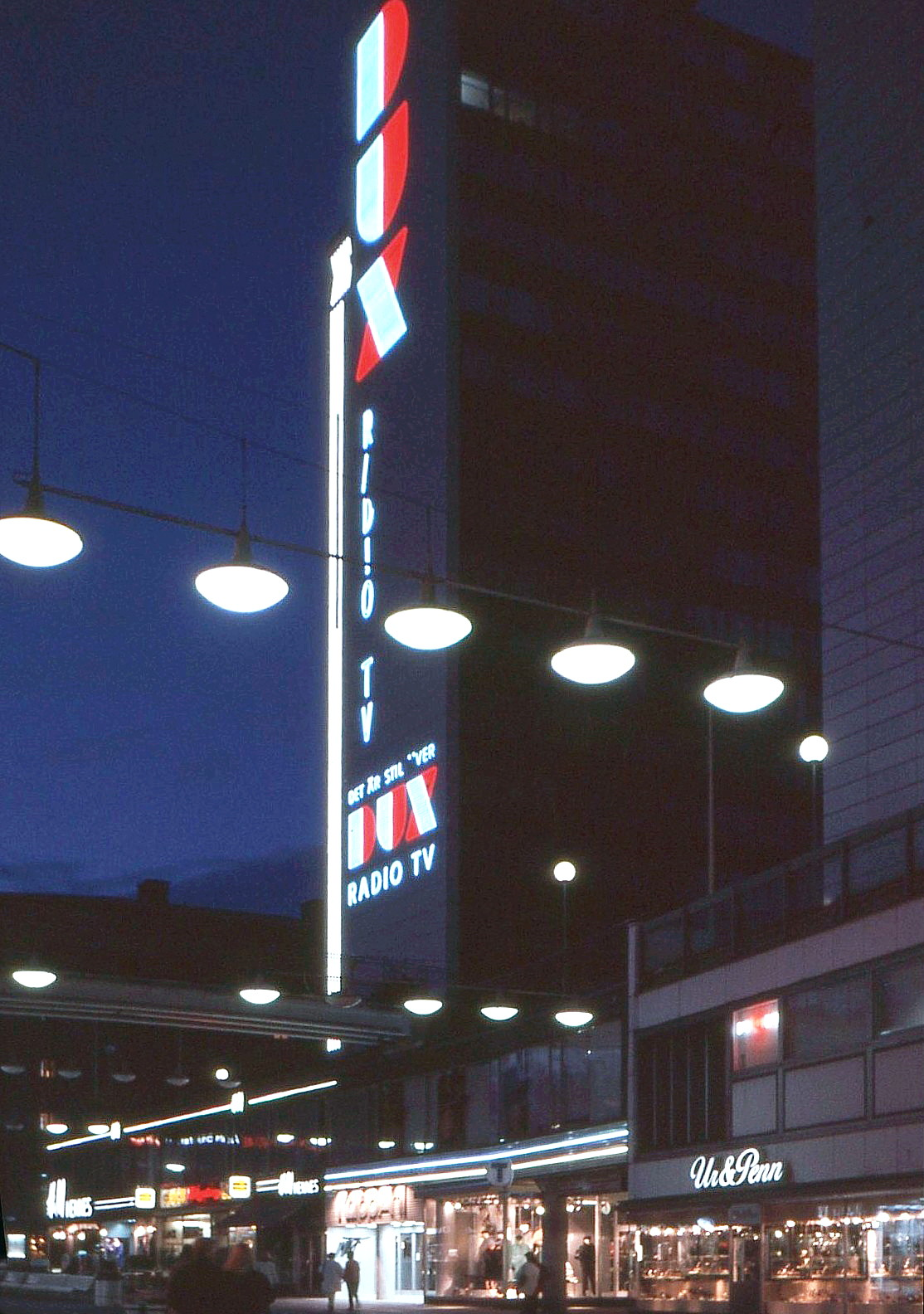
L'enseigne DUX en 1966.

Rapidement, un débat s'engage au sujet des enseignes lumineuses. Tandis que nombreux sont ceux qui estiment qu'elles représentent un ajout bienvenu à l'imagerie urbaine, donnant à la grande ville tout son cachet, et ceci en plus d'éclairer des lieux précédemment lugubres, des voix s'élèvent pour réclamer l'abolition des enseignes tapageuses dans les rues. La préfecture est particulièrement intraitable lorsqu'il s'agit d'autoriser l'installation d'enseignes publicitaires. Les critiques évoquent la pollution visuelle, la dépréciation esthétique et l'enlaidissement des façades. La lumière des néons est décrite comme vulgaire, criarde et crue.
Petit à petit, les opinions négatives se tarissent, et les enseignes lumineuses sont acceptées comme partie intégrante de la vie urbaine. La conception des néons évolue et permet la création d'enseignes plus faciles à lire et plus attrayantes, même à la lumière du jour. En septembre 1926, l'association suédoise pour la culture lumineuse (suédois : Svenska Föreningen för ljuskultur) est créée. Elle jouera un rôle essentiel dans la diffusion de l'éclairage en Suède. Au début des années 1930, Gotthard Johansson, rédacteur au quotidien Svenska Dagbladet, écrit au sujet des enseignes lumineuses :

« Dans la grande ville moderne, la lumière joue un rôle fort différent. Ce n'est plus la douce lumière des lampadaires qui donne le ton, mais la lumière éclatante des enseignes publicitaires. [...] Le nouvel éclairage de la ville est constitué d'annonces géantes, dessinées par des mains invisibles sur le toit des immeubles, et de façades flamboyantes. [...] La lumière n'est pas qu'un détail du paysage urbain, elle est son propre paysage. »
Pendant toutes les années 1950 et 1960, le nombre d'enseignes lumineuses se maintient à un haut niveau, et ce type d'affichage représente une part significative de l'activité marketing des entreprises suédoises. Ainsi, à la fin des années 1950, le budget des sociétés suédoises consacré aux enseignes lumineuses publicitaires est de l'ordre de 17 millions de couronnes, ce qui correspond à environ 100 km de tube néon, soit encore 5 000 enseignes. À Stockholm, il s'agit d'avoir toujours l'enseigne la plus grande et la plus haut perchée. C'est ainsi qu'il est question à l'origine d'avoir des réclames lumineuses sur chacun des cinq immeubles dits Hötorgsskraporna, même si finalement seule une publicité pour la marque DUX est érigée. L'enseigne est dessinée par l'architecte de l'immeuble, David Helldén, et fabriquée par Philips Neon. Contenant plus d'un kilomètre de tubes luminescents de couleurs rouge, blanche et bleu, elle est en son temps la plus grande enseigne lumineuse d'Europe. Le 24 août 1960, elle est allumée par miss Stockholm. Elle est démontée en 1994, au grand regret notamment de l'écrivain et journaliste Harald Norbelie.

## Déclin et retour en grâce

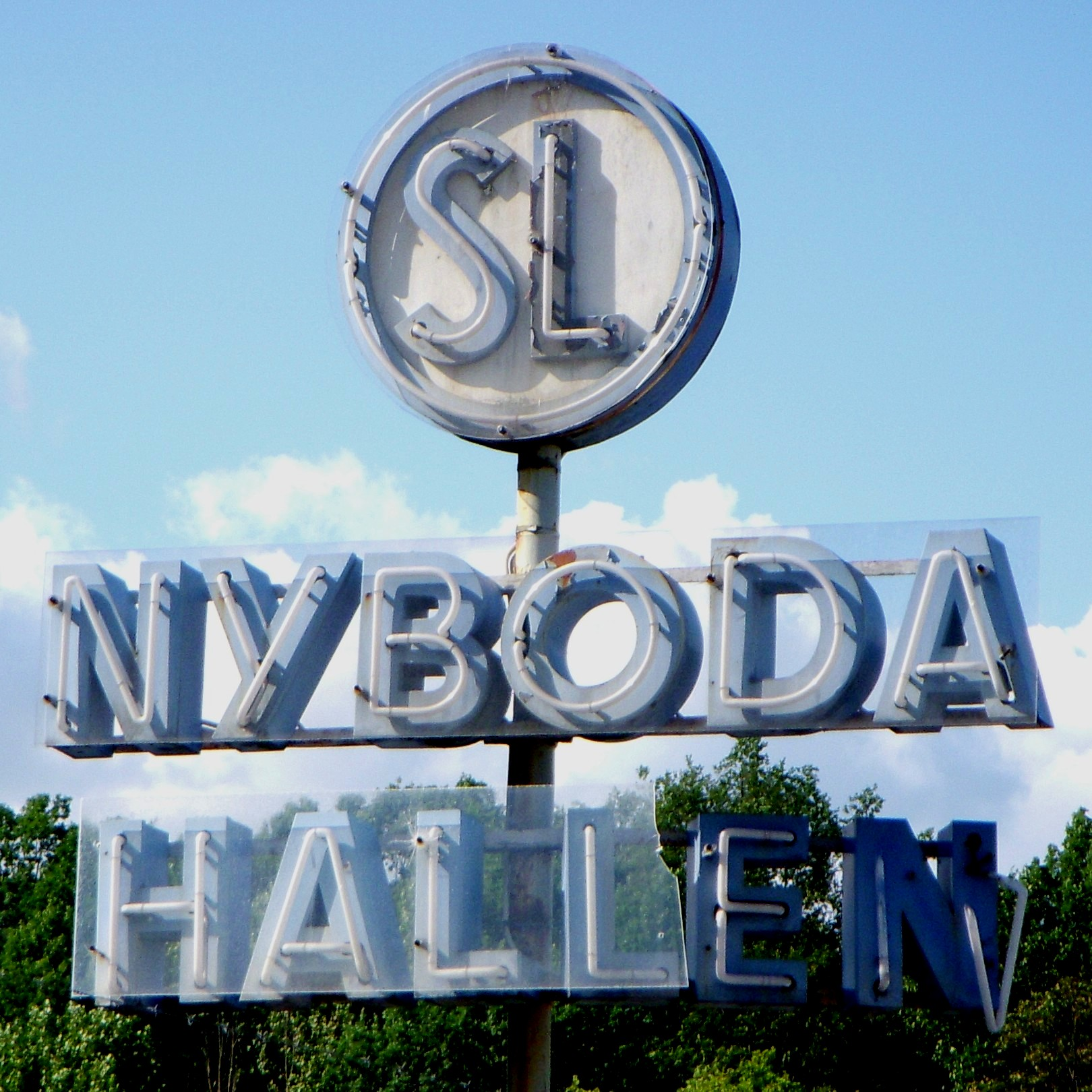
L'enseigne du dépôt de bus de Nyboda a connu des jours meilleurs.

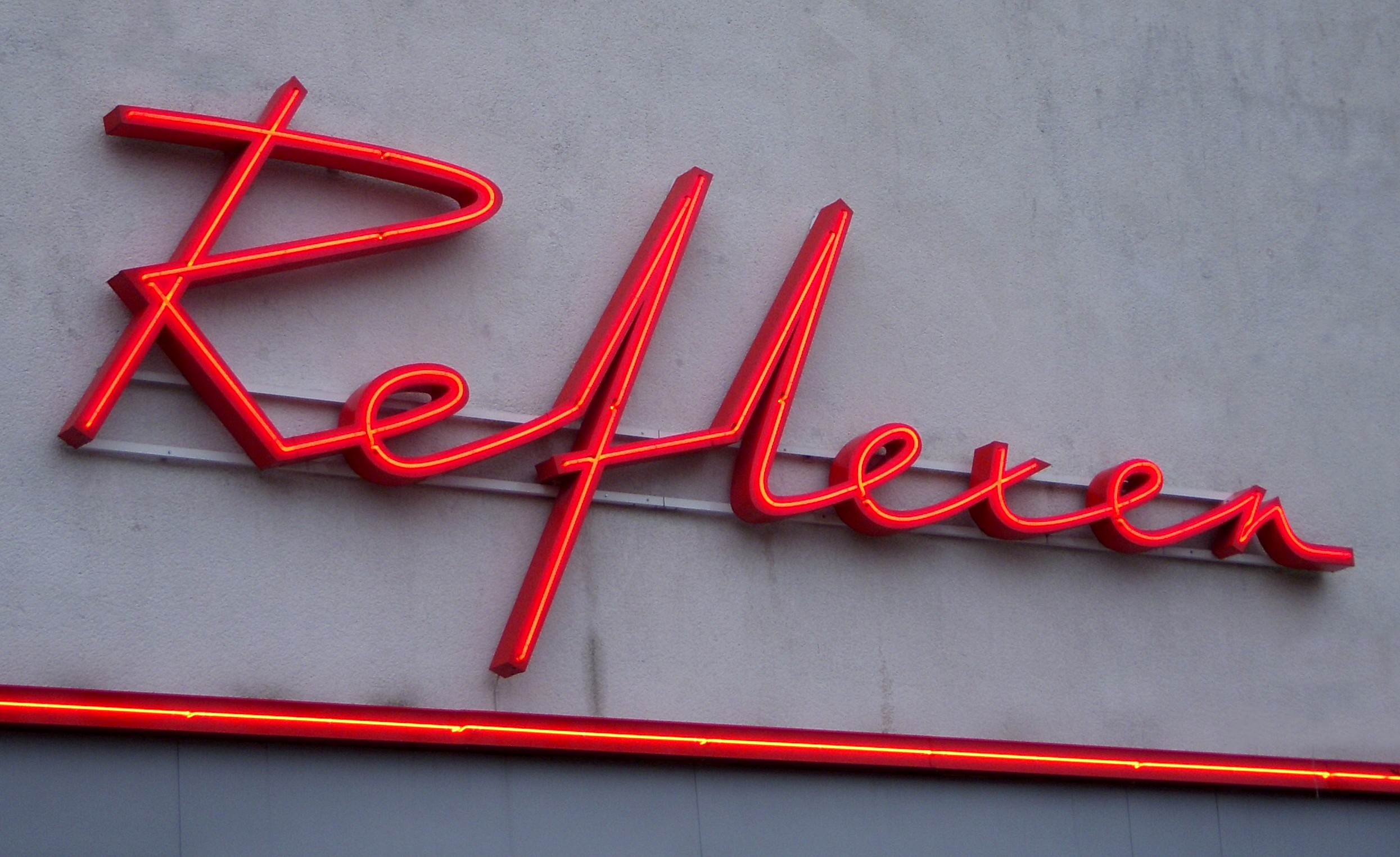
Le cinéma Reflexen, primé en 2006.

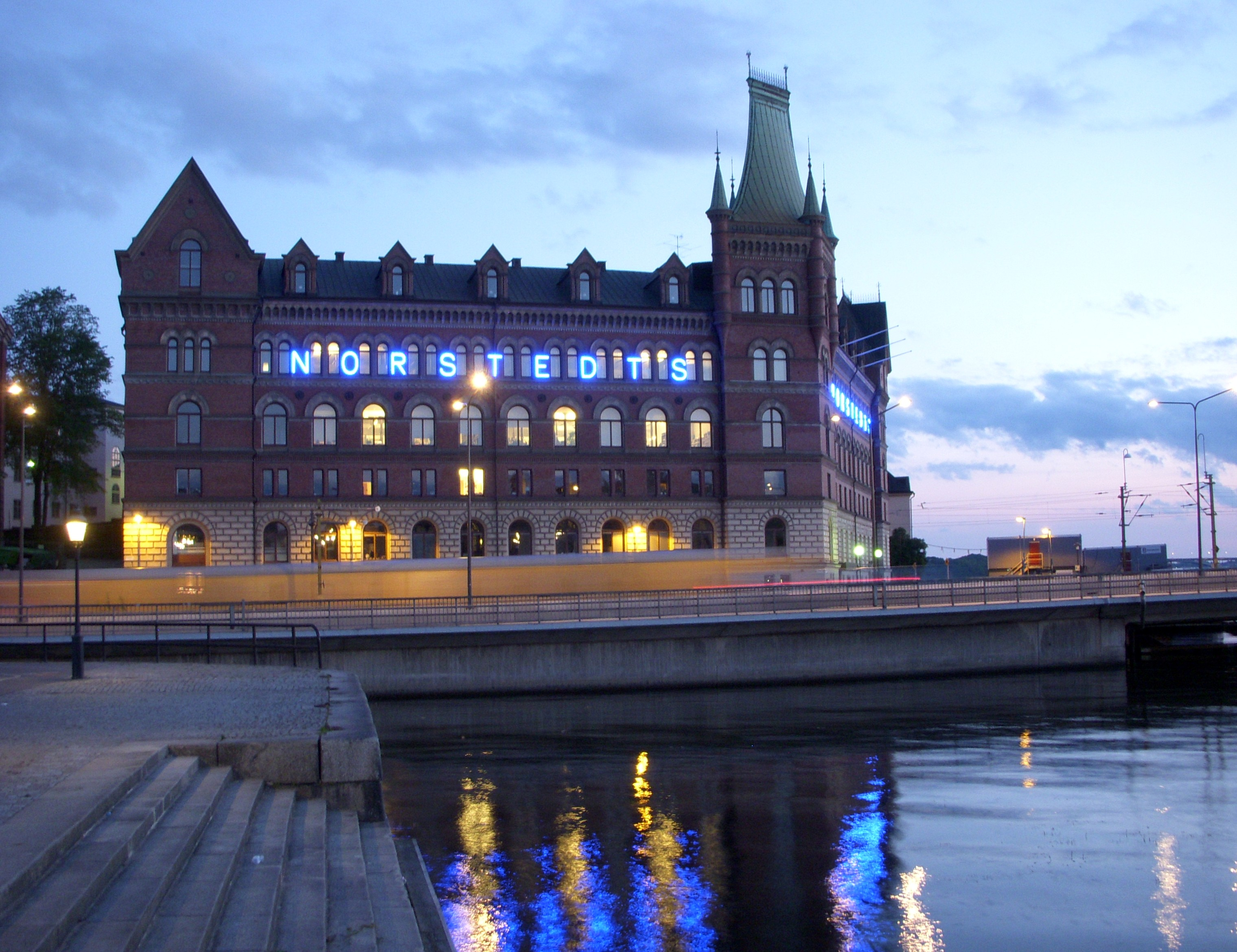
Norstedts, enseigne de l'année 2006.

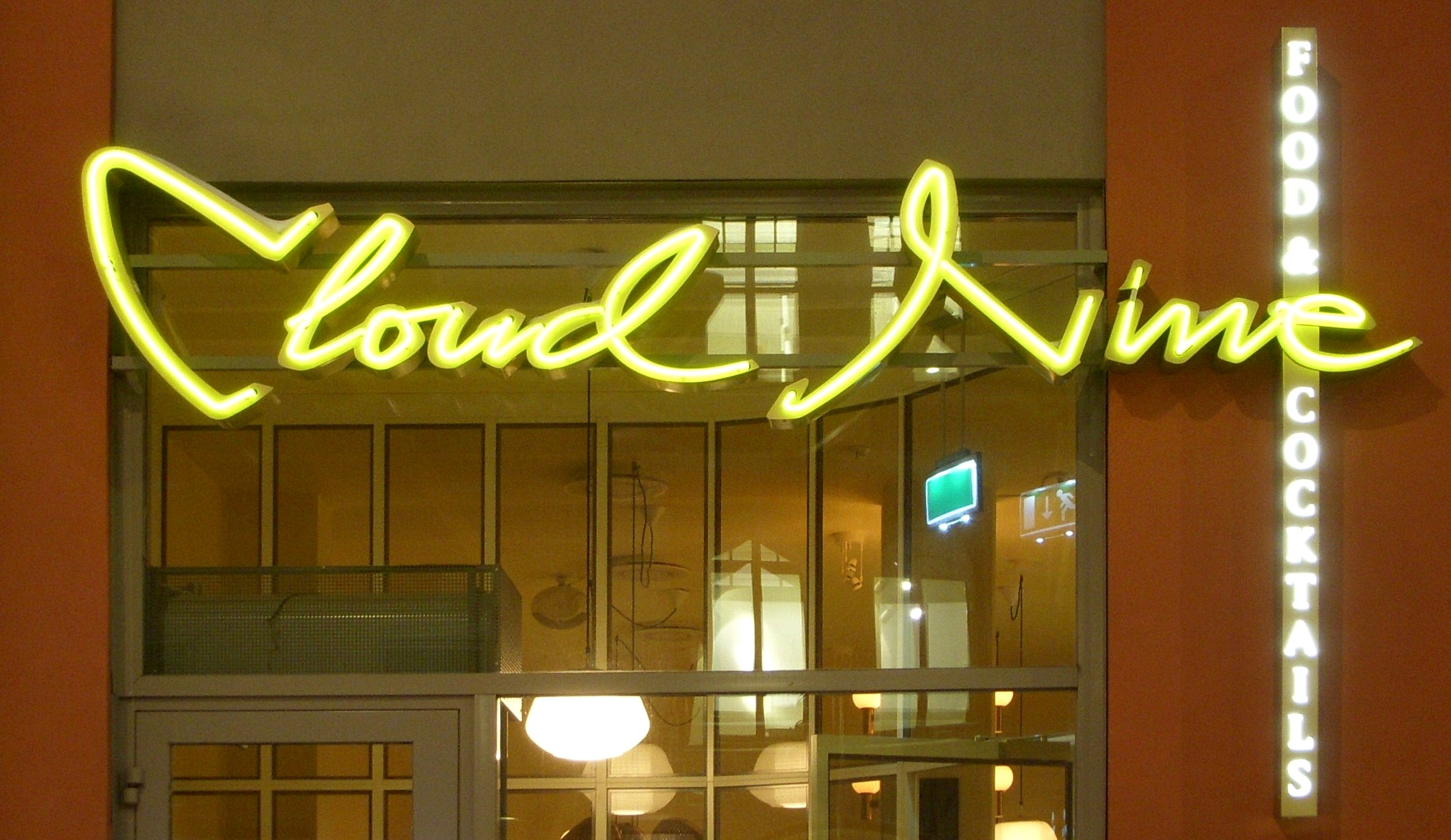
Cloud Nine, enseigne de l'année 2009.

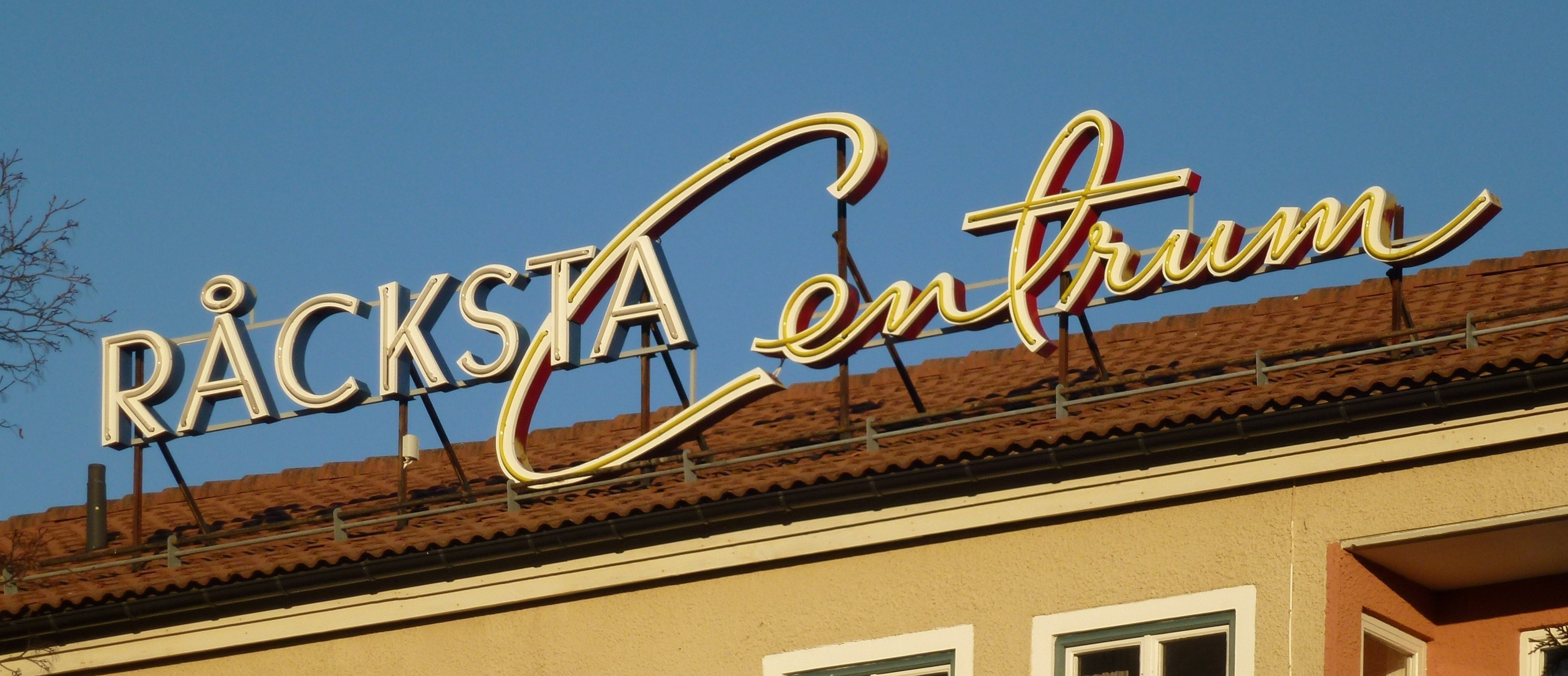
L'enseigne du centre commerçant Råcksta Centrum, lauréat du prix Lysande skylt en 2012.

La fin des années 1960, et les années 1970, sont marquées par un déclin des enseignes lumineuses publicitaires. Les raisons sont multiples. La publicité suscite de façon générale un fort sentiment négatif, et on préfère pour l'information et l'éducation des consommateurs s'adresser à un organisme étatique, l'administration pour la protection des consommateurs. En 1973, la première crise pétrolière marque l'arrêt total des enseignes lumineuses. La baisse de la fréquentation des cinémas entraine également la fermeture de nombreuses salles, et par la même, la disparition de nombreuses enseignes multicolores. 
Au cours des années 1980, les enseignes en néon reviennent en force, aussi bien en plein air qu'à l'intérieur des bâtiments. Un certain nombre d'entre elles, qui étaient menacées de finir à la décharge, sont finalement sauvées au terme de campagnes de protestation. C'est par exemple le cas des réclames pour le dentifrice Stomatol, les tablettes Tulo, ou encore du dragon qui ornait la façade du cinéma Draken. En 1998, alors que Stockholm est capitale européenne de la culture, un prix est mis en place pour récompenser chaque année la plus belle enseigne de la capitale. Si le titre d'enseigne de l'année ne peut être attribué qu'à une production récente, un accessit est aussi décerné, éventuellement à une enseigne plus âgée ayant fait l'objet d'une rénovation. L'idée est de stimuler fabricants et designers pour améliorer la qualité de l'affichage dans la capitale.
Depuis 2011, le musée de la ville de Stockholm décerne également chaque année un prix intitulé Lysande skylt (approx. Enseigne brillante, il s'agit d'un jeu de mots sur le double sens du mot brillant) pour récompenser les plus belles enseignes historiques de Stockholm. Le prix a été créé à l'origine par une association à but non lucratif, le groupe pour la lumière urbaine (suédois : Stadsljusgruppen), afin de mettre en avant, et par la même de protéger, les enseignes lumineuses à caractère historique. En reprenant ce même concept, le musée de la ville de Stockholm entend signifier son appréciation, et honorer ceux qui possèdent et prennent soin des enseignes de la capitale. Le premier lauréat est la publicité pour les tablettes Tulo du pont Saint-Eric. En 2012, c'est la signature en néon du centre commerçant Råcksta Centrum (situé à Råcksta dans la banlieue de la capitale), un autre classique remontant aux années 1950, qui est récompensée.
Les écrans publicitaires géants, que l'on rencontre de plus en plus souvent dans le centre de Stockholm, ou même le long des voies d'accès à la capitale, se heurtent aujourd'hui au même scepticisme que les enseignes en néon dans les années 1920. Mais la publicité lumineuse, sous la forme de belles enseignes de réalisation artisanale, qu'elles soient anciennes ou plus récentes, est aujourd'hui acceptée comme faisant partie du patrimoine urbain. Dans la préface du livre de Ruben Morne Neon & Ljusskyltar (Néon et enseignes lumineuses, 1998) l'architecte de la ville de Stockholm Per Kallstenius écrit entre autres :

« Les idées évoluent concernant les écrans colossaux et autres moniteurs capables de transmettre un flux incessant de messages criards. Quelle est-alors la relevance du travail artisanal du souffleur de verre, ou celle de la lumière magique et chatoyante du néon ?  La réponse est que, comme les bâtiments ou les espaces publics, les belles enseignes lumineuses transforment aujourd'hui l'espace urbain en une œuvre artistique. [...] L'enseigne lumineuse fait désormais partie de notre patrimoine. »
Constatant que plusieurs des œuvres les plus célèbres ont aujourd'hui disparu du paysage urbain, telles que la tirelire de la caisse d'épargne de Stockholm, ou encore la publicité pour la marque DUX qui ornait le premier des Hötorgsskraporna, la maire-adjointe chargée de la construction urbaine Kristina Alvendal cherche en août 2009 à mettre en place un partage clair des responsabilités, pour qu'il ne soit plus possible de simplement débrancher et démonter ces éléments distinctifs de l'imagerie urbaine. Elle propose ainsi que les services communaux identifient qui est responsable des enseignes, pour ensuite mettre en place un plan visant à leur préservation.
L'écrivain et journaliste Harald Norbelie est un défenseur acharné des enseignes en néon de la capitale suédoise. Dans un ouvrage paru en 1996, il écrit entre autres :

« Que la lumière soit sur la cité ! La lumière urbaine, surtout pendant les longs mois d'hiver, nous rassure et nous réchauffe. Dans les fenêtres, les restaurants, les devantures et les enseignes, elle est source de vie et d'atmosphère. Une ville de lumière ! Et toujours plus de néons ! »

## Législation
D'après la loi suédoise sur l'urbanisme, un permis de construire est obligatoire pour la mise en place ou la modification d'une enseigne ou d'un dispositif lumineux dans une zone urbaine. Les enseignes doivent de plus avoir un bon effet visuel global, tant du point de vue des couleurs que des formes, et doivent respecter le paysage urbain. Elles ne doivent pas non plus constituer un danger pour le trafic. L'office de la construction urbaine de Stockholm affirme par ailleurs que les enseignes doivent être positionnées en harmonie avec le paysage urbain, et que leur construction doit être de haute qualité. Dans certains quartiers de la capitale, l'office a mis en place un programme qui prend en compte le caractère historique des bâtiments et leur éventuel classement. Il n'est par contre pas possible aujourd'hui de protéger les enseignes lumineuses comme peuvent l'être les monuments, ce que l'adjointe au maire chargée de la construction urbaine Kristina Alvendal souhaite modifier.
Le dimanche 22 novembre 2009, à l'occasion du centenaire de l'enseigne Stomatol, le musée de la ville de Stockholm lui consacre une demi-journée. Malgré sa popularité, l'enseigne reste à la merci du propriétaire de l'immeuble, qui peut à tout moment décider de la démonter. Si Kristina Alvendal parvient à ses fins, il faudra un permis de démolir pour pouvoir plonger dans les ténèbres le tube de dentifrice lumineux.

## Grands classiques notables

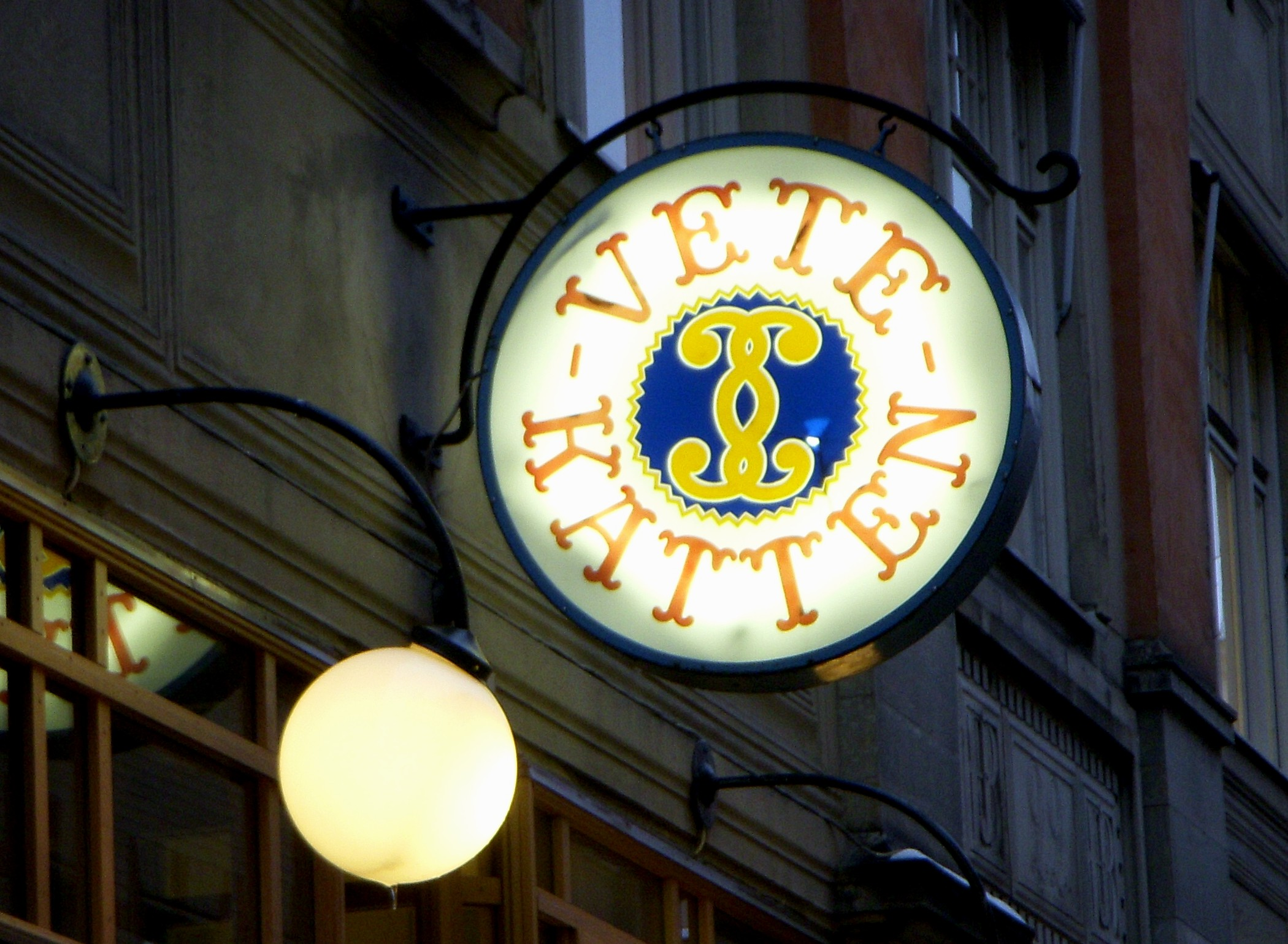
Le salon de thé Vete-katten.
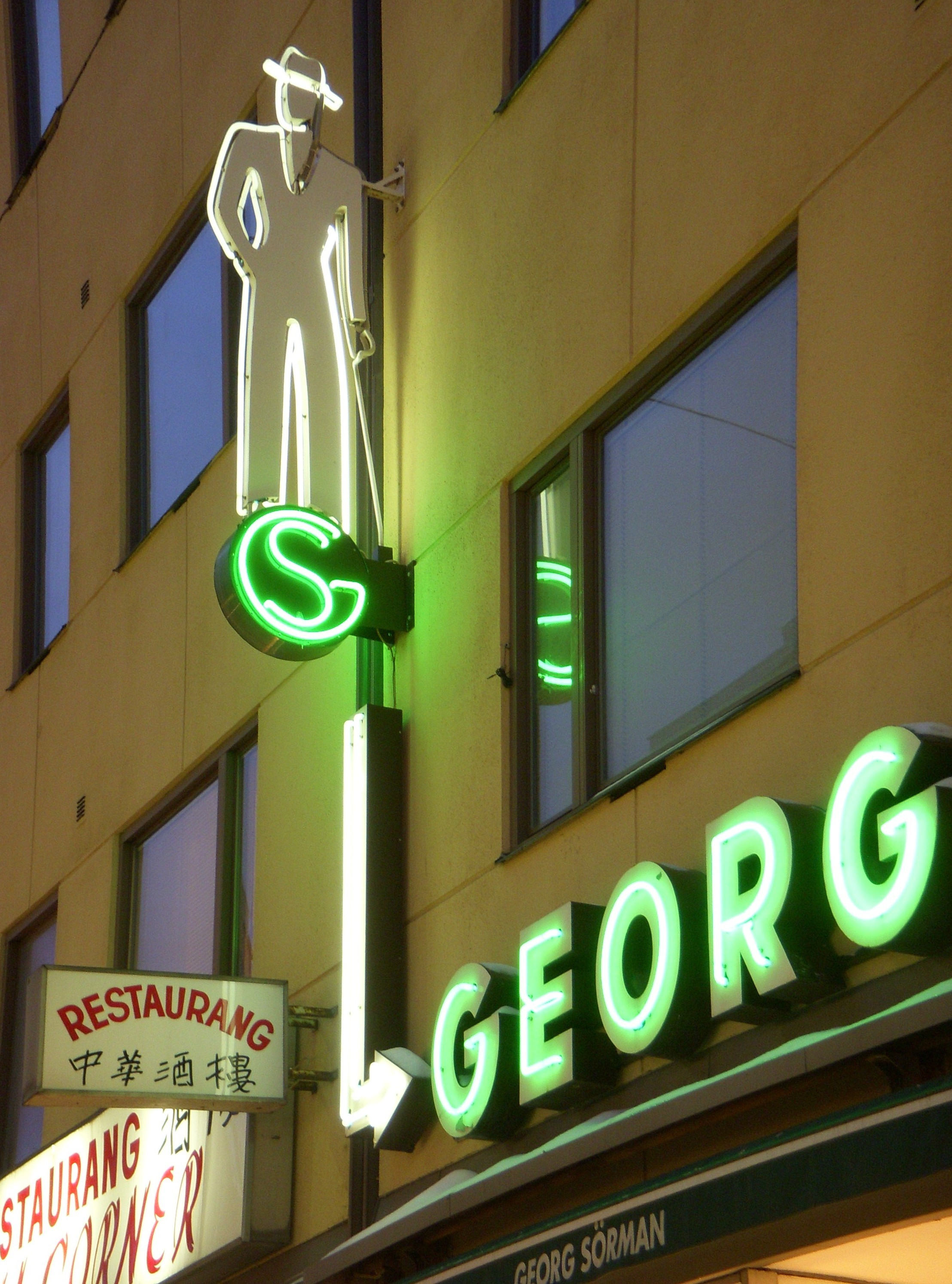
Les vêtements pour hommes Georg Sörman.
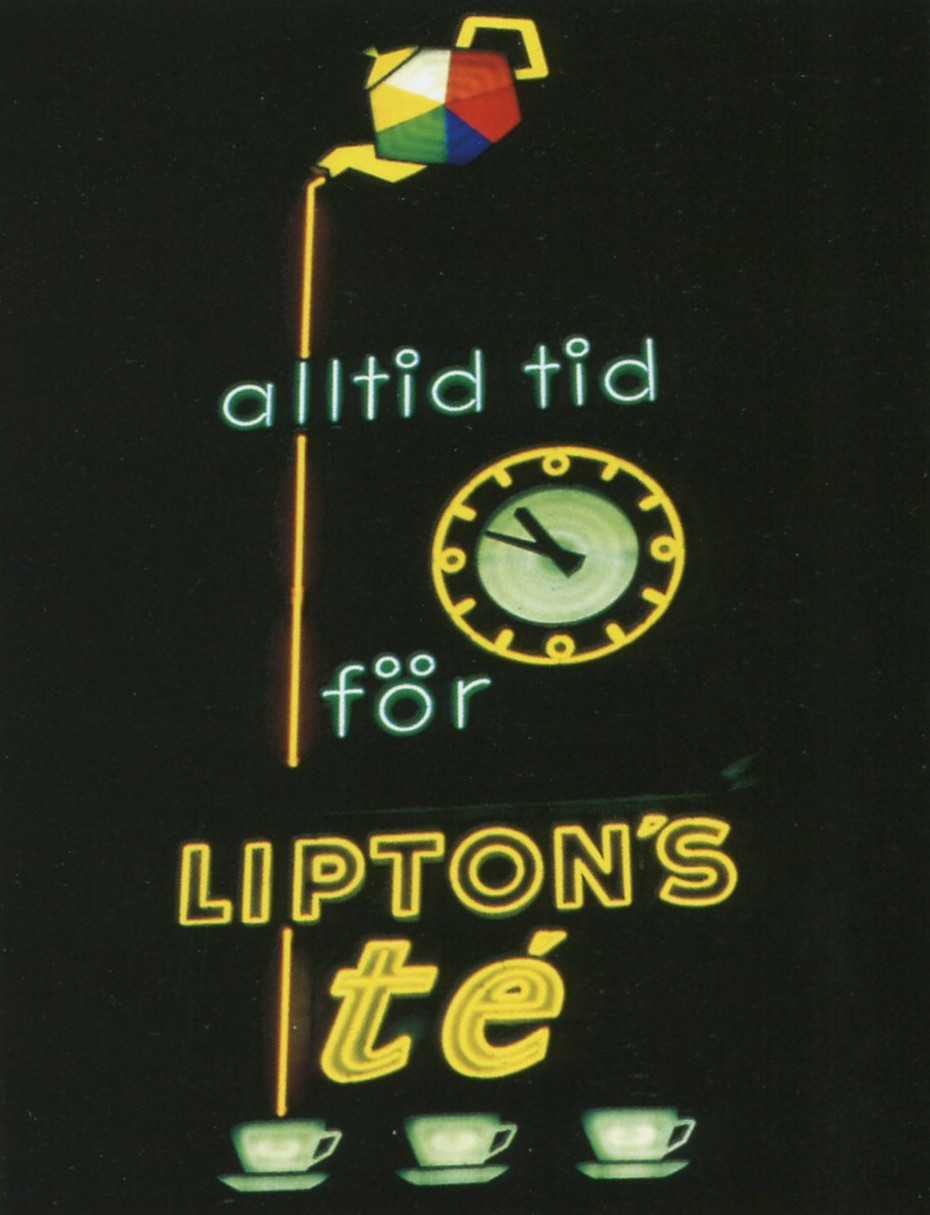
Les thés Lipton.
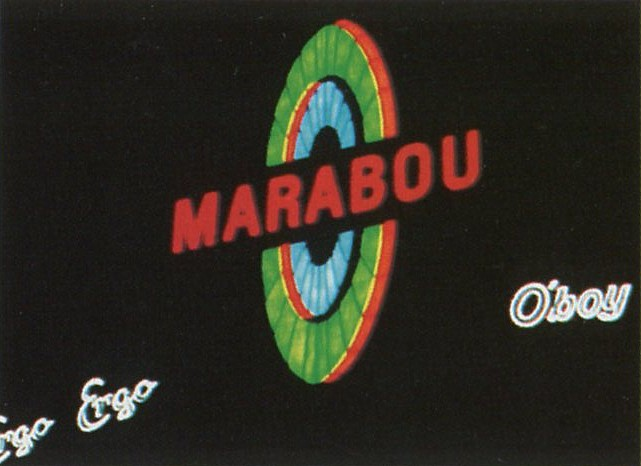
Les chocolats Marabou.
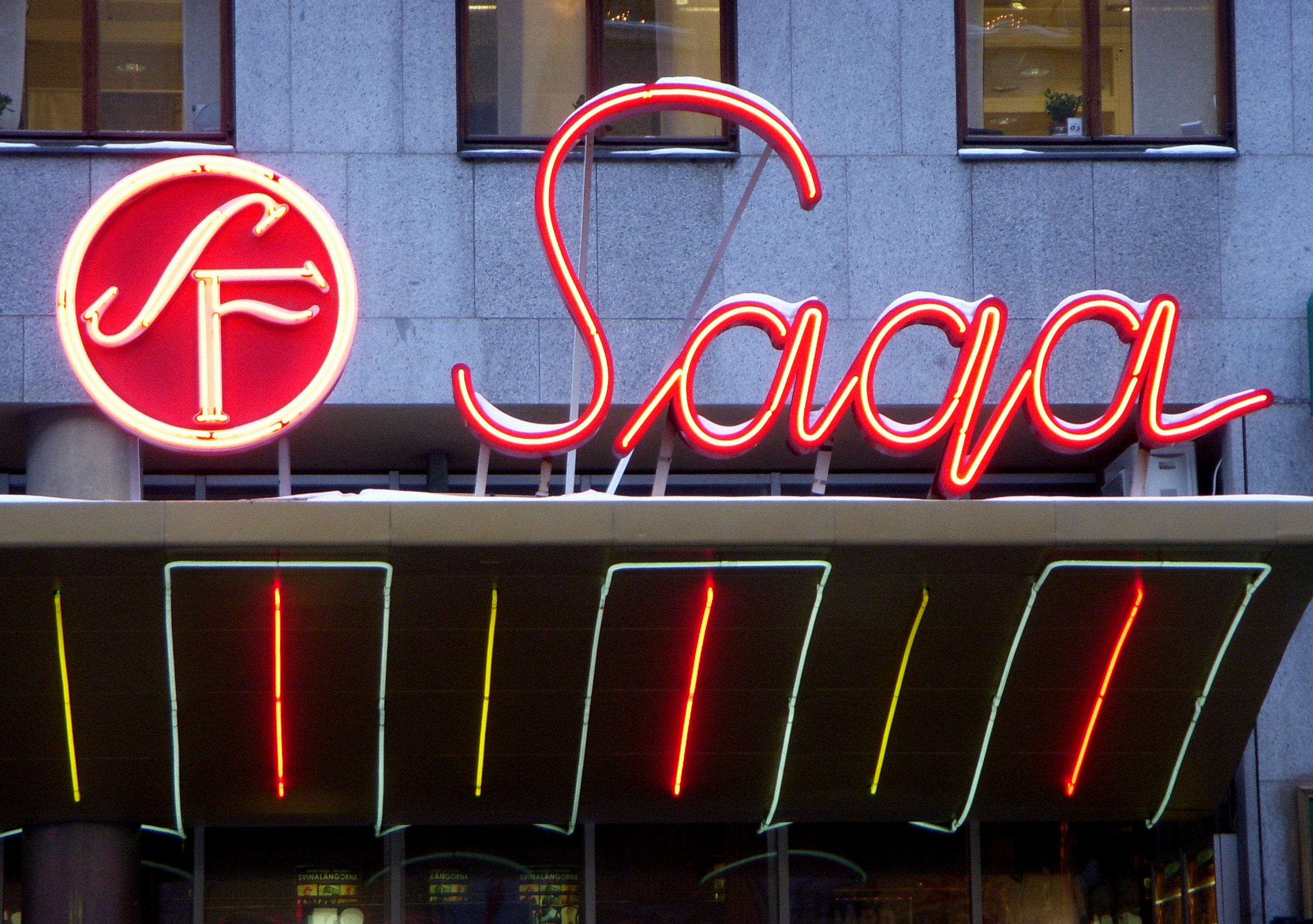
Le cinéma Saga.
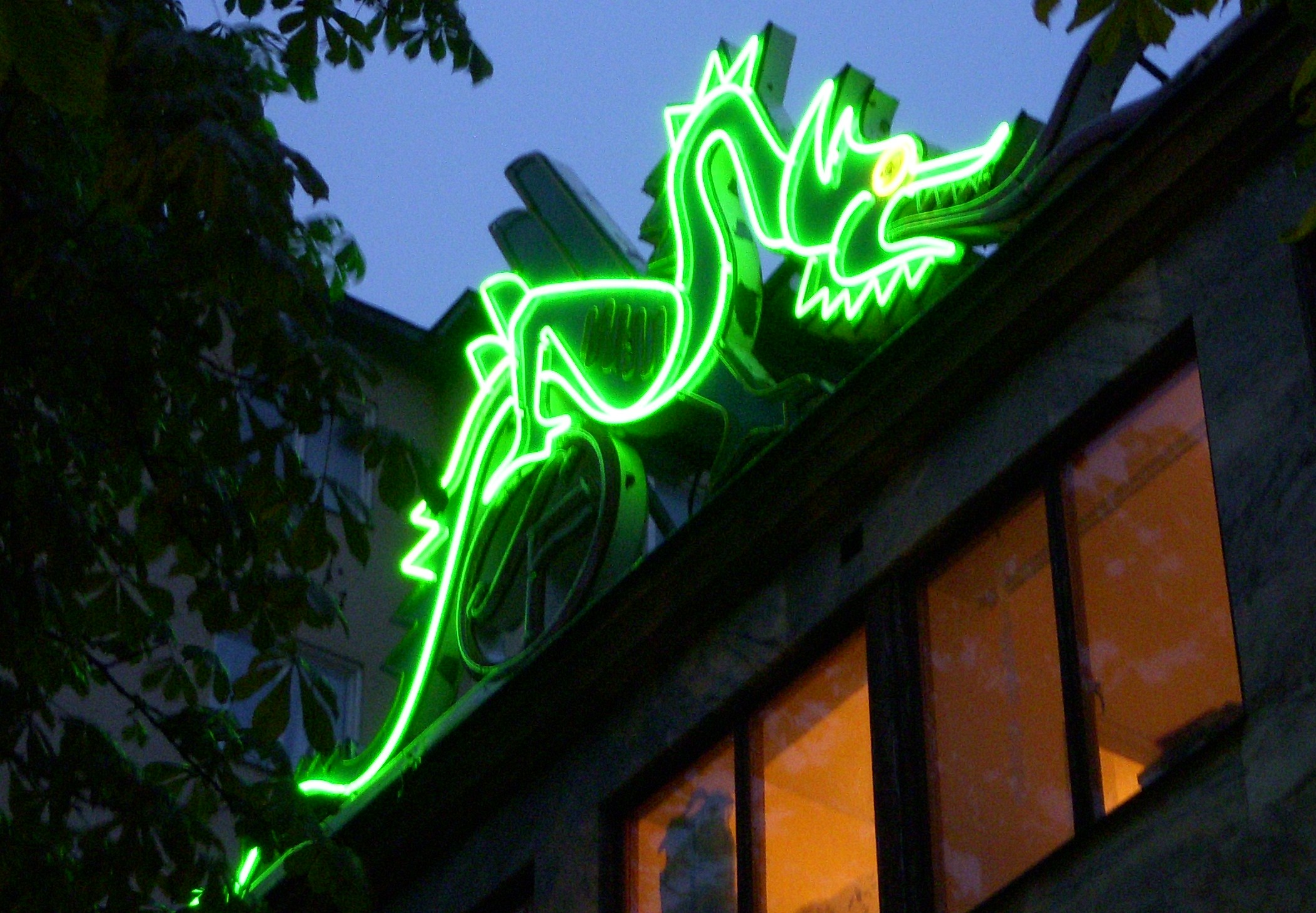
Le cinéma Draken.
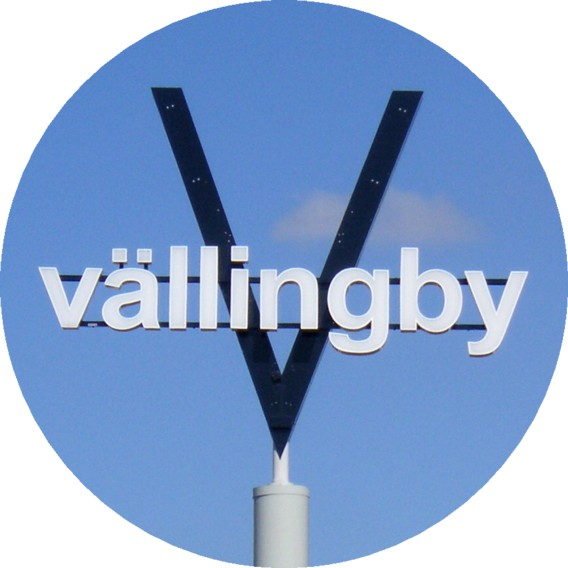
Le centre commercial Vällingby centrum.
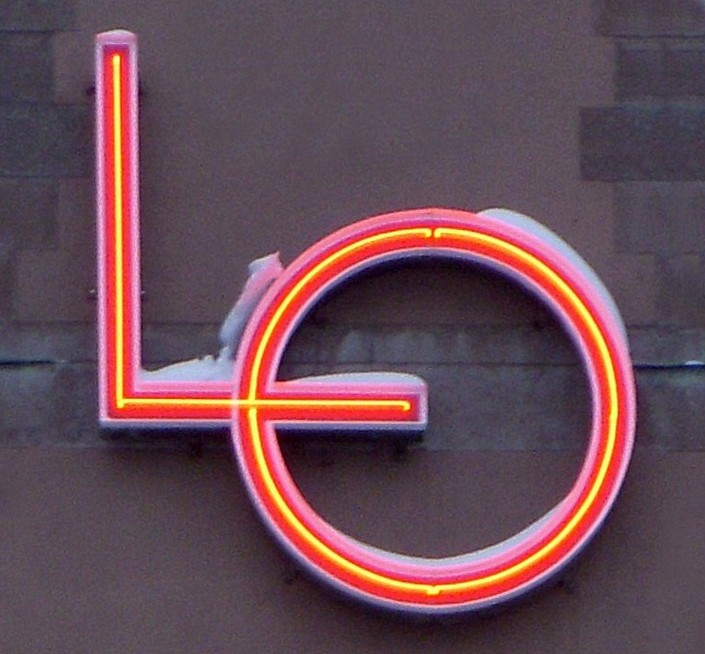
La confédération syndicale LO.
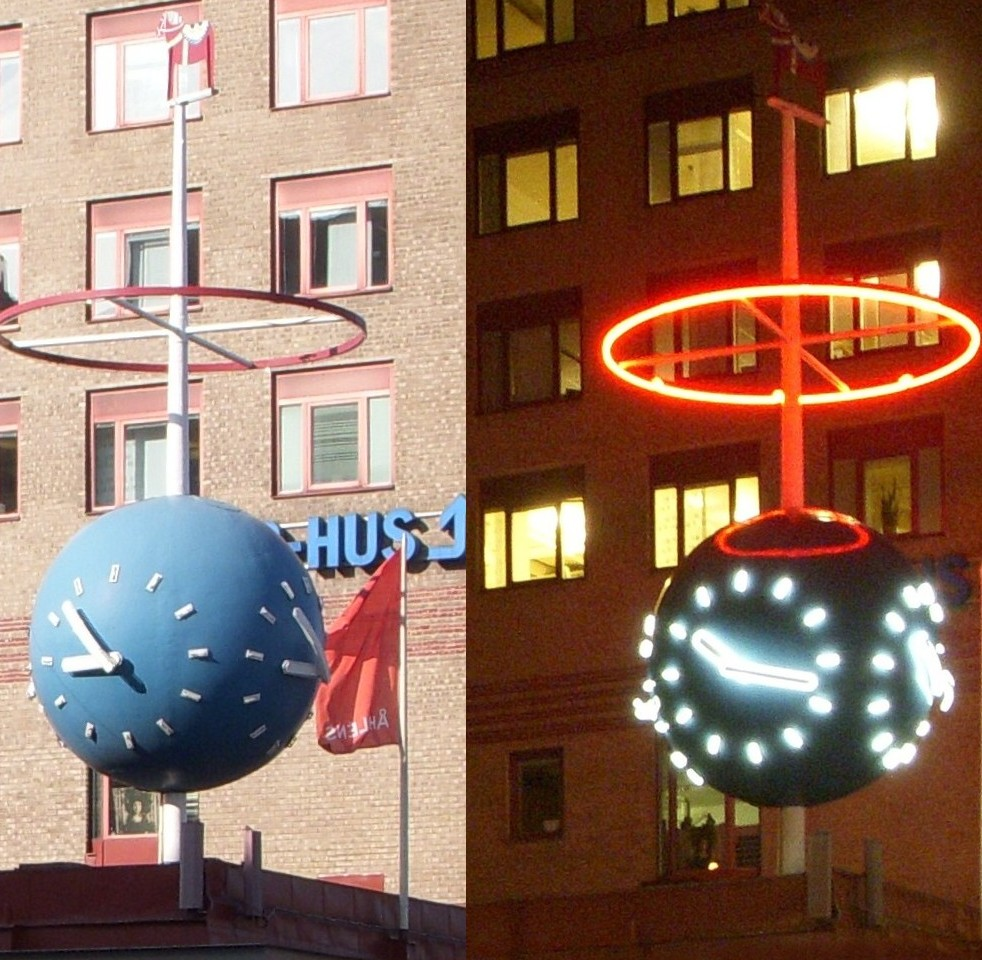
L'horloge du grand magasin Åhléns.
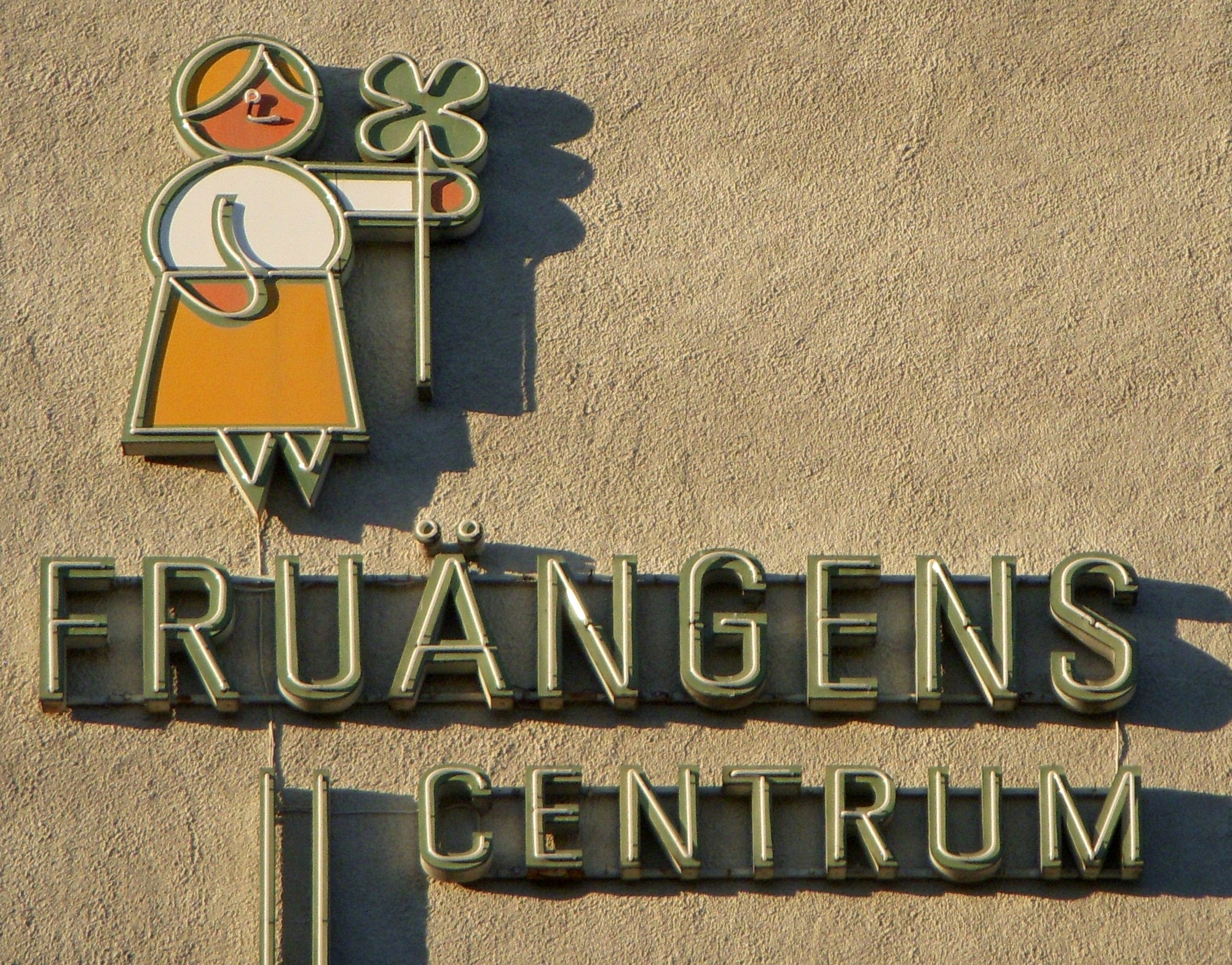
Le centre commercial Fruängens centrum.